# Art funerari

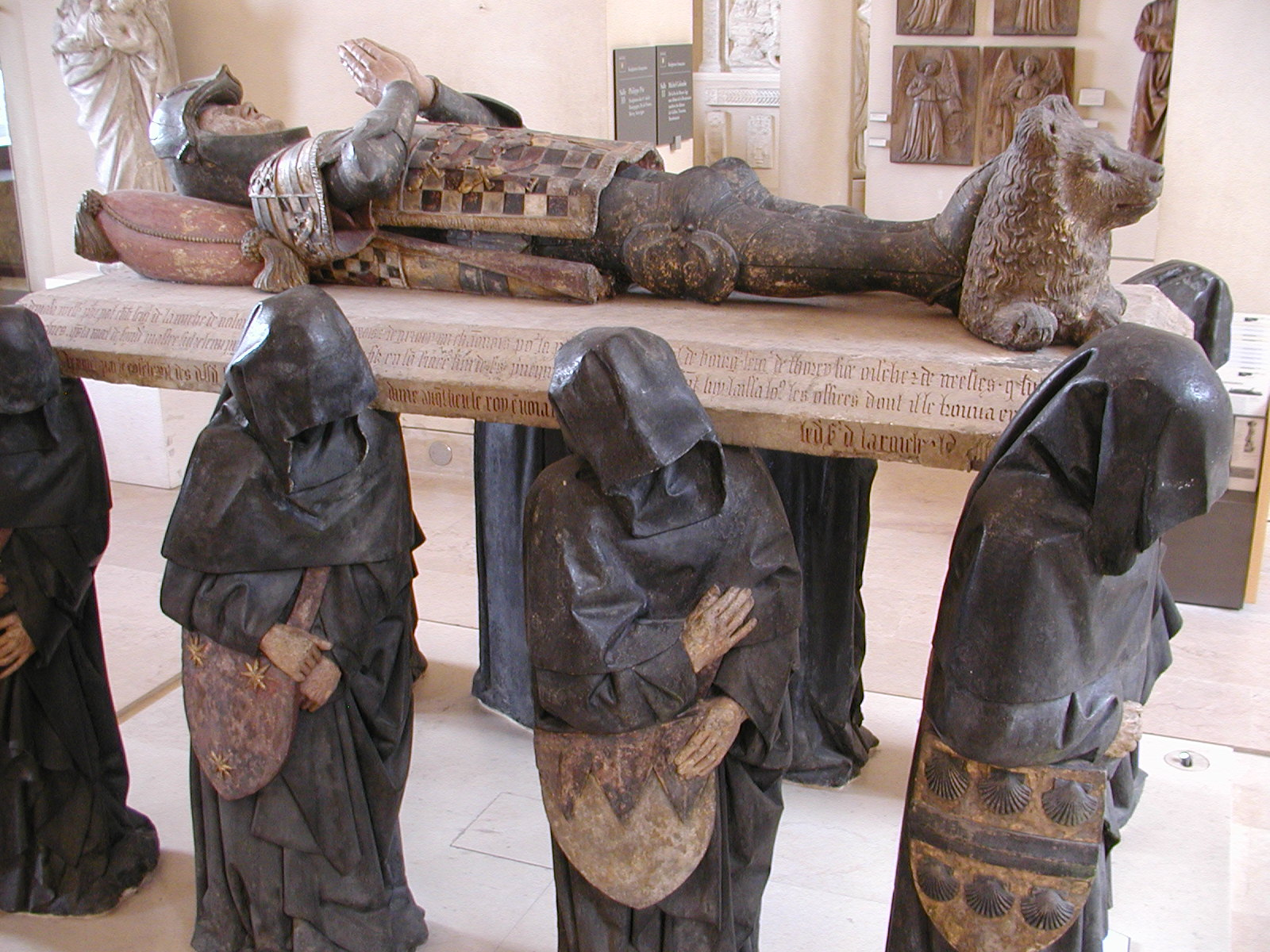
Tomba de Philippe Pot, governador de Borgonya en el regnat de Lluís XI de França

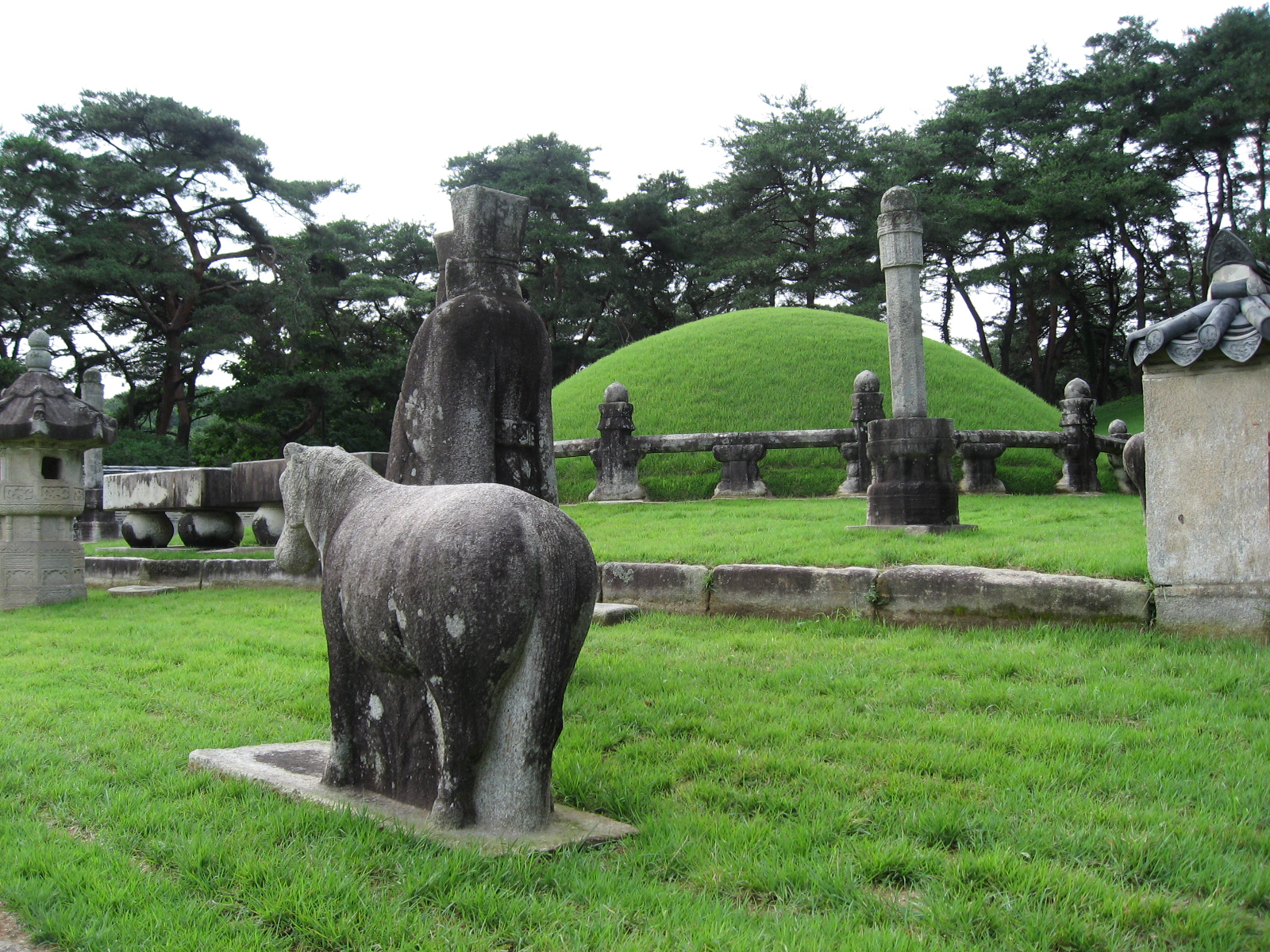
Tomba coreana en monticle del rei Sejong el Gran, 1450

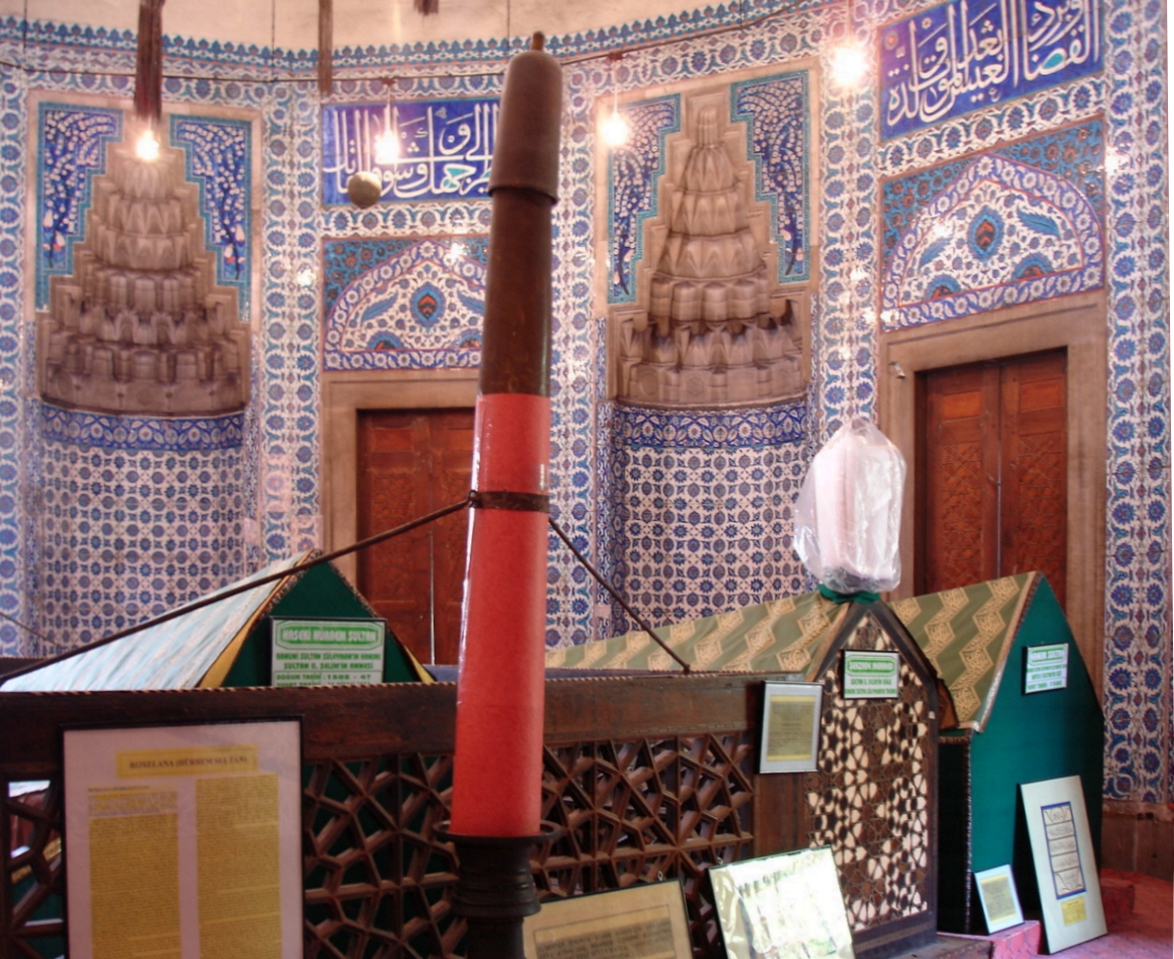
Tomba (Türbe) de Hürrem Sultan (1558), Mesquita de Solimà, Istanbul

L'art funerari és qualsevol obra d'art que forme part o siga en un dipòsit de restes de morts. Un terme general per a aquest dipòsit és tomba, mentre que el dipòsit funerari, el formen objectes —diferents a les despulles humanes— que se n'han col·locat a dins. Entre aquests objectes hi ha les pertinences dels difunts, objectes creats per a l'enterrament, o versions en miniatura d'objectes que es creien necessaris en l'altre món.
El coneixement de moltes cultures sense escriptura s'ha basat en gran manera en aquestes fonts. L'art funerari pot tenir moltes funcions culturals, com ara en els ritus de soterrament; servir com un objecte per a ser usat pel difunt en l'altre món i per a celebrar la vida i els èxits del mort, com a part de pràctiques de culte als ancestres centrades en el parentiu o com una exhibició dinàstica exposada al públic. També pot funcionar com un recordatori de la mortalitat humana, com una expressió de valors i rols culturals i ajudar que els esperits dels morts siguen propicis, mantenir-ne la benevolència i prevenir la intrusió no desitjada en els afers dels vius.
El dipòsit d'objectes amb una intenció estètica aparent es podria remuntar als neandertals fa 50.000 anys i es troba en quasi totes les cultures posteriors: la cultura hindú n'és una excepció notable. Moltes de les creacions artístiques més conegudes de cultures anteriors —des de les Piràmides d'Egipte i el tresor de Tutankamon fins als Guerrers de terracota que envolten la tomba de l'emperador Qin, el Mausoleu d'Halicarnà, el Sutton Hoo i el Taj Mahal— són tombes o objectes trobats a dins o al seu voltant. En la majoria de casos, es va produir art funerari especialitzat per a l'elit política i econòmica, tot i que els soterraments de persones normals podien incloure monuments i dipòsits funeraris senzills, usualment dels seus béns.
Un factor important en l'evolució de les tradicions de l'art funerari és la diferència entre el que estava destinat a ser visible per als visitants o per al públic després d'acabades les cerimònies funeràries, i el que no. El tresor de Tutankamon, posem per cas, tot i que era excepcionalment abundant, no pretenia pas ser vist per persones després d'haver estat dipositat, mentre que l'exterior de les piràmides era una demostració permanent i molt efectiva del poder dels seus creadors. Una divisió semblant es pot veure en les tombes de l'Extrem Orient. En altres cultures, quasi tot l'art relacionat amb l'enterrament, tret de limitats aixovars funeraris, pretenia fer-se visible al públic o, si més no, als admesos com a custodis. En aquestes cultures culminaren tradicions com ara la dels sarcòfags esculpits i les tombes monumentals dels grecs i romans i, més tard, del món cristià. El mausoleu, destinat a ser visitat, fou el tipus de tomba més freqüent en el món clàssic i, més tard, fou comú en la cultura islàmica.

## Termes comuns
Un túmul, monticle, kurgan o túmul allargat van recobrir importants sepultures en moltes cultures; el difunt es podia desar en un sarcòfag, normalment de pedra, o en un taüt de fusta. Un mausoleu és un edifici erigit sobretot com una tomba i pren el nom de Mausol, en l'honor del qual es va construir el Mausoleu d'Halicarnàs. Una estela és un terme designat per a les pedres erectes en la capçalera de les tombes, que solen tenir també una làpida sobre la fossa. Els vaixells funeraris es trobaren majoritàriament a la costa europea, mentre que els soterraments de carros de guerra es troben més àmpliament a Euràsia. Les catacumbes, de les quals els exemples més famosos són les de Roma i d'Alexandria, són cementeris subterranis connectats per galeries. Un gran grup d'enterraments amb restes mantingudes a la superfície es pot anomenar necròpoli; si no n'hi ha estructures visibles, es tracta d'un camp de tombes. Un cenotafi és una tomba commemorativa buida.
Els gèneres d'art commemoratiu per als morts tenen moltes variants, com els moai de l'illa de Pasqua, suposadament un tipus de retrat ancestral esculpit, tot i que a penes individualitzat. Aquests són comuns en cultures tan diverses com l'Antiga Roma i la Xina: en totes dues, els morts es conservaven a les cases dels descendents, abans de ser soterrats. Moltes cultures tenen figures psicopomps, com ara l'Hermes grec i el Caront etrusc, que ajudaven a dur els esperits dels difunts a l'altre món.

## Història

### Prehistòria
| «             | Cap altre terrissaire americà ha explorat tan completament les possibilitats de l'argila humida, o ha conservat tan bé les formes després de l'enfornat... usaven la seua natura humida i dúctil per a emmotllar geomètricament i tallar el material, quan estava mig eixugat, en plans llisos amb vores agudes en una inigualable lluïssor i suggeriment de formes. | » |
| — Kubler, 164 | |   |

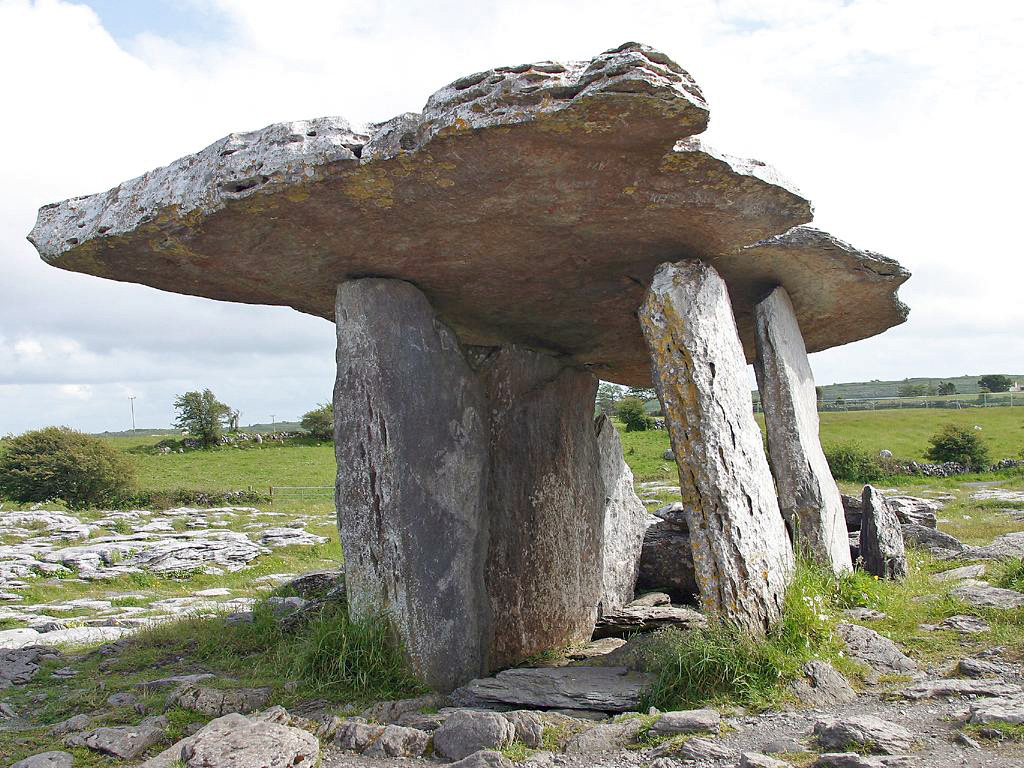
El dolmen de Poulnabrone a Irlanda alberga, almenys, 22 cossos del Neolític

La majoria de restes arqueològiques més antigues de la humanitat són tombes; la major part dels megàlits, però, els primers casos dels quals daten d'uns quants segles de diferència entre si, mostren una gran diversitat en forma i finalitat. Unes tombes en la península Ibèrica han estat datades amb termoluminescència del c. 4510 abans de la nostra era, i alguns enterraments en els Alineaments de Carnac de Bretanya també són del V mil·lenni ae. El valor commemoratiu d'aquests llocs d'enterrament és notable pel fet que, en algun moment, foren alçats i les construccions, gairebé des de les primeres, tractaren de ser monumentals. Aquest efecte es va aconseguir sovint mitjançant el encapsulament d'un cadàver en un pou de base, envoltat per una rasa i drenatge elaborats. Sembla que la commemoració sobre el terreny estava relacionada amb el concepte de memòria col·lectiva i aquestes tombes primerenques serien concebudes com una forma de culte als ancestres, disponible sols per a les comunitats que havien arribat a l'etapa d'ús de la ramaderia, havien format funcions i relacions socials i activitats en sectors especialitzats.
De les societats del Neolític i de l'edat del bronze, s'ha trobat una gran varietat de tombes, amb monticles de túmuls, megàlits i ceràmica com a elements freqüents. A Euràsia, un dolmen és el marc de pedra visible per a una cambra funerària originàriament coberta amb terra, per a formar un monticle que no se sol mantenir amb el temps. Les pedres es podien tallar amb patrons geomètrics (petròglifs). Es crearen grups de tombes, el context social de les quals és difícil de comprendre hui. Eren molt comuns els enterraments en urnes, en què els ossos es dipositaven en un recipient de ceràmica, en una tomba més elaborada o per si mateixos, i no es van restringir a la Cultura dels camps d'urnes. Els menhirs o "pedres erectes", sovint semblen marcar tombes o servir com a memorials; mentre que les pedres rúniques i les pedres pintades eren sovint cenotafis o memorials diferents de la tomba; aquesta disposició hi continuà fins al període cristià. Els cercles megalítics de Senegàmbia són una forma tardana de marcadors de tombes emprat a Àfrica.

### Antic Egipte i Núbia
| «             | Cap altre terrissaire americà ha explorat tan completament les possibilitats de l'argila humida, o ha conservat tan bé les formes després de l'enfornat... usaven la seua natura humida i dúctil per a emmotllar geomètricament i tallar el material, quan estava mig eixugat, en plans llisos amb vores agudes en una inigualable lluïssor i suggeriment de formes. | » |
| — Kubler, 164 | |   |

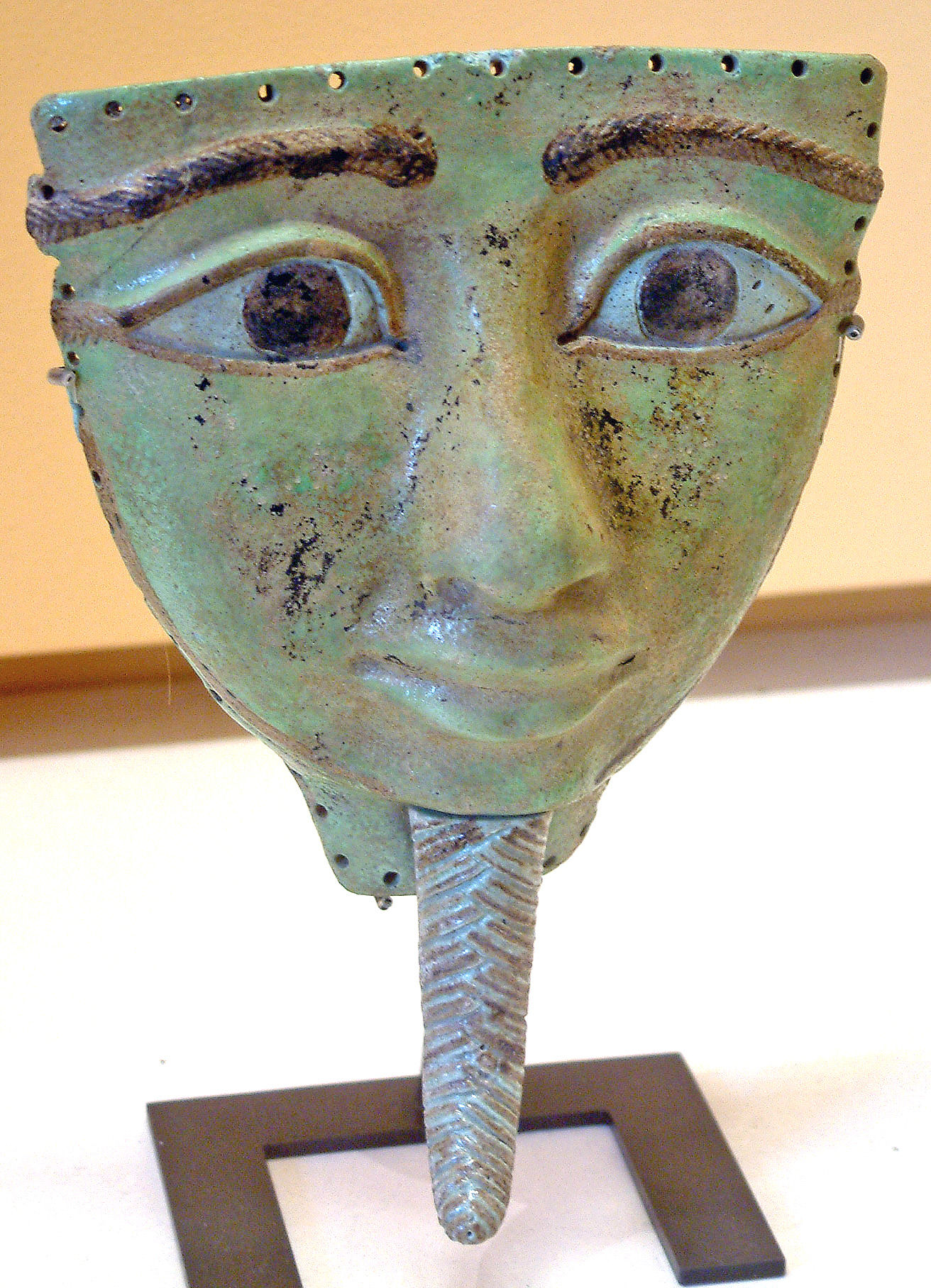
Màscara de ceràmica egípcia d'un taüt

L'art funerari egipci es relacionava amb la creença religiosa que la vida continuava després de la mort, encara més, expressava una creença que la "mort és una simple fase de la vida". Els objectes i imatges estètiques relacionades amb aquesta creença pretenien com a objectiu parcial preservar els béns materials, la riquesa i l'estatus per al viatge d'aquesta vida a la propera, així com per a "commemorar la vida del difunt de la tomba […] i, a grans trets, presentar un ambient que fos favorable per al seu renaixement". En aquest context, són famoses les mòmies egípcies, tancades en un o més taüts decorats, amb els vasos canopis com a recipients per a preservar-los els òrgans interns. Una categoria especial de textos funeraris de l'Antic Egipte aclareixen la finalitat dels costums sepulcrals. La mena de tomba prèvia, la mastaba, tenia una sala d'enterrament subterrània segellada, tot i que també hi havia una sala per a ofrenes a la superfície, que podia ser visitada pels vius, un patró que es repetí en posteriors tipus de tombes. Una efígie del mort es podia aparedar en un serdab, connectat a la sala de les ofrenes per respiradors que permetien que l'olor de l'encens arribàs a l'efígie. Les parets de les sales de la tomba i de les sales d'ofrenes importants estaven ornades amb baixos relleus de pedra o a vegades de fusta, o amb pintures amb escenes religioses, retrats del difunt i, en algunes èpoques, imatges vívides de la vida quotidiana que representaven la vida en l'altre món. La decoració de la sala solia centrar-se en una "falsa porta", i a través d'aquesta només podia passar l'ànima del mort per a rebre les ofrenes deixades pels vius. Els estils de les tombes canviaren molt al llarg de la història de l'Antic Egipte.
L'art representatiu, com ara el retrat dels morts, s'ha trobat extremament primerenc, i es mantingué fins al període romà en els retrats funeraris del Faium en encàustica, aplicats a les tombes; es debat molt encara, però, si va existir o no el retrat realista en l'Antic Egipte. La finalitat dels caps de grandària real trobats en sepultures de nobles de la Dinastia IV no està del tot determinada; poden haver estat un mitjà discret d'eludir un edicte emés pel faraó Quèops, amb què prohibia als nobles crear estàtues d'ells mateixos, o poden haver servit per a protegir l'esperit del mort del perill o eliminar màgicament qualsevol maldat en ell, o potser serviren de contenidors alternatius per a l'esperit si el cos resultava danyat per alguna raó.
La reialesa i l'elit construïren obres arquitectòniques, com la Gran Piràmide de Quèops i les dues menors de l'Imperi Antic de la Necròpoli de Guiza i (molt més tard, al voltant del 1500 abans de la nostra era) les tombes de la Vall dels Reis. La Necròpolis tebana fou, més endavant, un indret important per al Temple del milió d'anys i les mastabes. Els reis de Cuix que conquistaren Egipte i governaren com a faraons durant la Dinastia XXV estaven molt influïts pels costums fúnebres egipcis. Així, utilitzaren la momificació, els vasos canopis i les estatuetes funeràries uixebti. També construïren les piràmides núbies, que tant en grandària com en disseny s'assemblen més a les més petites piràmides de la Dinastia XVII de Tebes que a les de l'Imperi Antic de prop de Memfis.
Els ciutadans pobres usaven formes comunes d'art funerari, com ara figuretes uixebti (per a realitzar qualsevol acte que pogués necessitar el mort en el més enllà), models d'escarabats i llibres dels morts, que creien que els protegiria en l'altre món. Durant l'Imperi Mitjà, se'n van fer populars els models en miniatura de fusta o argila que representaven escenes de la vida quotidiana per a deixar a les tombes. En un intent de duplicar les activitats dels vius en la propera vida, aquests models mostraven treballadors, cases, barques i fins i tot formacions militars que són representacions a escala de l'altre món ideal per als antics egipcis.

### Grècia Antiga

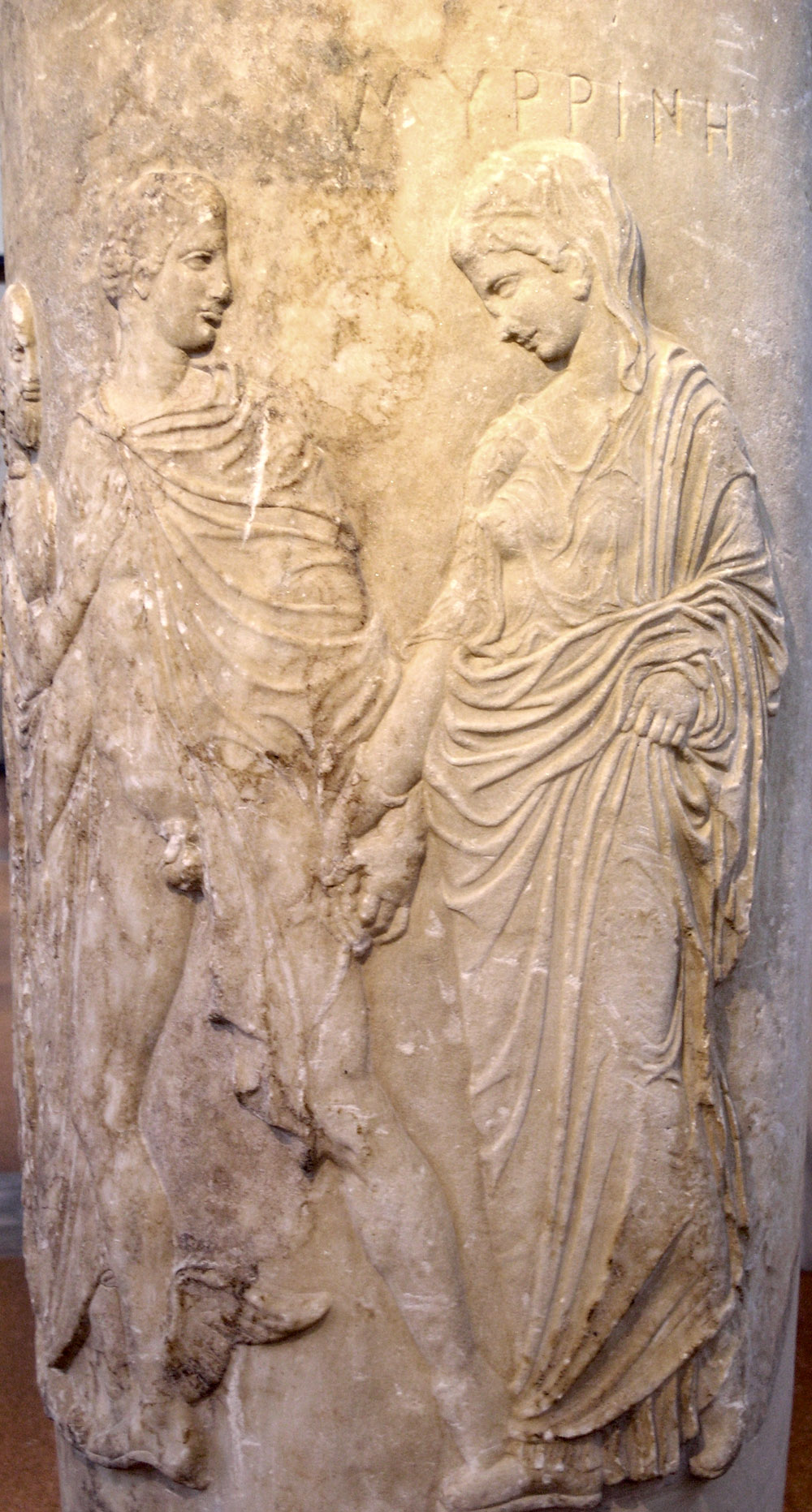
Relleu tallat en un lècit funerari en el Museu Arqueològic Nacional d'Atenes: Hermes dirigeix a la morta, Myrrhine, a l'Hades, c. 430-420 ae

A grans trets, els antics grecs no deixaven aixovars funeraris a les tombes, tret de ceràmica i l'òbol per a pagar a Caront, el barquer de l'Hades, l'inframon grec; l'epitaphios o oració funebre, d'on prové la paraula epitafi, es considerava de gran importància i es realitzaven sacrificis d'animals. Els qui s'ho podien permetre erigien monuments de pedra, que era una de les funcions de les estàtues de curos en l'època arcaica abans del 500 ae. Aquestes no es concebien com a retrats, però durant el període hel·lenístic, es van introduir els retrats realistes dels morts i els grups familiars es representaven en baix relleu en els monuments, usualment envoltats per un marc arquitectònic. Sovint, les parets de les cambres funeràries es decoraven amb frescos, tot i que pocs exemples n'han sobreviscut en bones condicions, com la Tomba del capbussador del sud d'Itàlia o les tombes en Vergina a Macedònia. Gairebé els únics retrats pintats supervivents de la tradició clàssica grega són els trobats a Egipte més que no pas a Grècia. Els retrats del Faium, de la fi del període clàssic, eren rostres pintats, en un estil grecoromà, adherits a les mòmies.
Sovint, els primers enterraments grecs es delimitaven sobre el terreny amb un gran quadre de ceràmica i les restes se soterraven en urnes. La ceràmica es va continuar usant àmpliament dins de tombes i sepultures al llarg de tot el període clàssic. El làrnax és un petit sarcòfag o cofre de cendres, usualment de terracota decorada. El lutròfor, un vas de ceràmica de dues nanses, s'associava sobretot amb les noces, perquè s'utilitzaven per a contenir aigua per al bany nupcial; també, però, es col·locaven en les tombes de solteres, "presumptament per a compensar d'alguna manera el que s'havien perdut en la vida". El lècit d'una sola nansa tenia molts usos domèstics; fora de les cases, però, l'ús principal era la decoració de tombes. Sovint, es pintaven a les tombes escenes del descens a l'inframon de l'Hades, amb els morts representats al costat d'Hermes, Caront, o tots dos, tot i que normalment només amb Caront. S'han trobat petites figuretes de ceràmica, tot i que és difícil determinar si s'elaboraren especialment per a posar-les en tombes; per exemple, no sembla ser el cas de les figuretes de Tànagra hel·lenístiques. És més usual trobar peces d'argent en la perifèria del món grec, com en les tombes reials macedònies de Vergina, o en les cultures confrontants, com la tràcia o l'escita.
L'expansió del món grec després de les conquestes d'Alexandre el Gran portà pobles amb diferents tradicions funeràries a l'àmbit hel·lenístic i com a resultat es crearen noves formes d'art en estils grecs. Una generació anterior a Alexandre, Mausol, un sàtrapa o reietó semiindependent sota l'Imperi persa, construí una enorme tomba (començada el 353 ae) totalment excepcional en el món grec (juntament amb les piràmides d'Egipte fou l'única tomba inclosa entre les Set meravelles del món antic). La forma exacta del Mausoleu d'Halicarnàs, que va donar nom a la forma, és hui incerta, i hi ha diverses possibilitats per a reconstruir-la que intenten conciliar les restes arqueològiques amb les descripcions literàries. Tenia la grandària i alguns elements de disseny dels temples grecs, però era molt més alt, amb una base quadrada i teulada piramidal. Contenia grans escultures, de les quals la majoria de les que han sobreviscut estan encara traslladades al Museu Britànic. Altres dirigents locals adaptaren els alts relleus dels frisos dels temples per a sarcòfags grans, i començaren així una tradició que va exercir gran influx en l'art neoclàssic occidental del segle xviii.
El sarcòfag d'Alexandre que, de fet, s'havia construït per a un altre dirigent hel·lenístic oriental, és un dels importants sarcòfags trobats a Sidó, a l'actual Líban. Els dos laterals mostren la gran victòria d'Alexandre el Gran en la batalla d'Issos (333 ae) i la caça d'un lleó; aquestes escenes violentes eren normals en sarcòfags clàssics ostentosos d'ençà d'aquest període, amb un renaixement particular en l'art romà del segle ii. En sarcòfags més petits hi havia escenes mitològiques més pacífiques, especialment de Dionís o Bacus.

### Etruscs

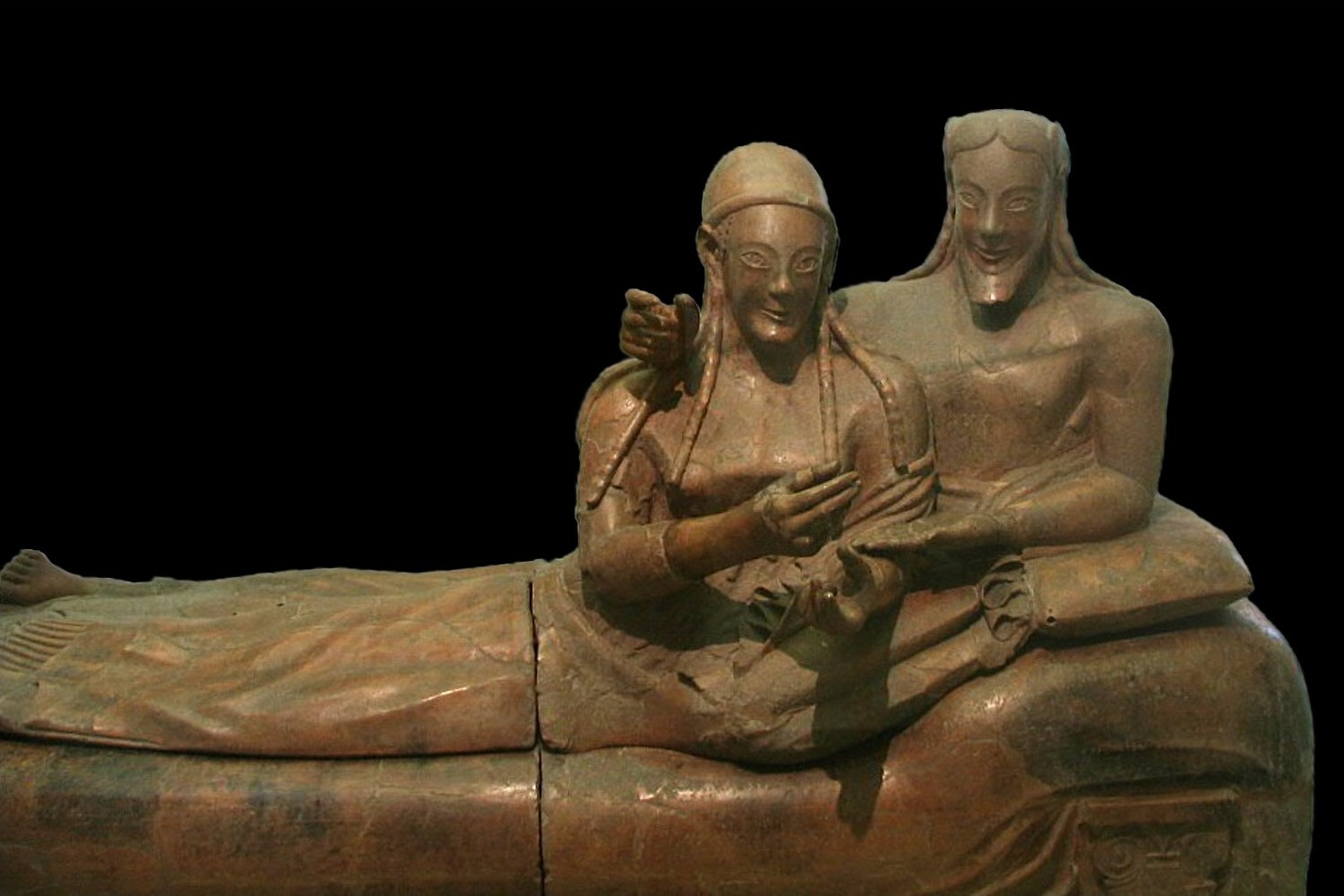
El Sarcòfag dels esposos, etrusc, en el Museu Nacional Etrusc d'Itàlia

Les bases per al coneixement actual de l'antiga civilització etrusca i del seu art les formen objectes relatius a la mort, en concret sarcòfags i urnes funeràries; aquesta cultura va competir amb la cultura de l'Antiga Roma, però hi fou absorbida. Els sarcòfags i les tapadores d'urnes mostren sovint una imatge reclinada del mort. Les figures reclinades de part de l'art funerari etrusc són fetes usant la mà cornuda per a protegir la tomba.
Els temes d'art funerari dels segles VII i VI ae solien ser escenes de banquets, a voltes amb ballarines i músics, o competicions atlètiques. A les tombes es troben bols, copes o gerros domèstics, juntament amb menjar, com ara ous, magranes, mel, raïm o olives per a fer servir en l'altra vida. Des del segle v les formes canvien a escenes ombrívoles o truculentes del banquet, en què es representa el mort deixant els seus éssers estimats, sovint envoltats per dimonis de l'Inframon, psicopomps, com Caront o la dona alada Vanth.
En destaquen les imatges de l'Inframon com a expressió de la impaciència humana per ser portats a l'altre món. L'encaixada de mans n'és un altre motiu corrent, de com el difunt sent deixar la vida. Això sol posar-se al front o a prop d'una porta de dues fulles tancada, segurament la porta del més enllà. Certes imatges, però, suggereixen que l'"encaixada de mans forma part de l'altre extrem del camí, i representen el mort sent rebut en l'Inframon".

### Roma antiga

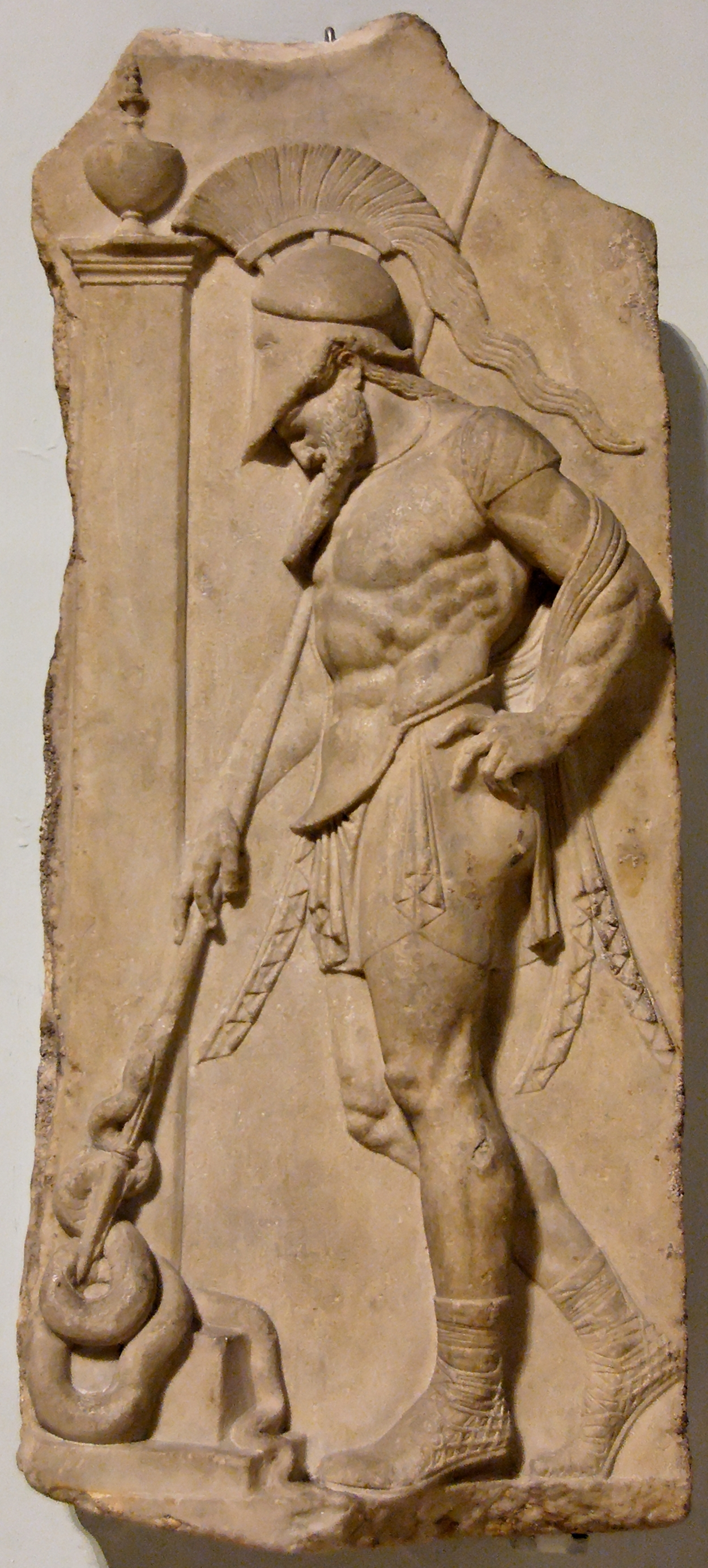
Guerrer amb cuirassa i elm, recolzat en la llança, al front d'una estela funerària; la serp simbolitza el dolor per la mort. Marbre, obra romana del segle I ae imitant l'estil clàssic grec del ae de Rodes

La manera d'enterrar en l'antiga Roma estava influïda per les dues cultures importants els territoris de les quals havien conquistat, concretament els grecs de la Magna Grècia i els etruscs. El costum romà original era la cremació, després de la qual les cendres es preservaven en un recipient, vas o urna, sovint en un columbari; els enterraments a la rodalia de Roma usaven urnes en forma de casetes de terrisseria. Des del segle ii s'hi feu freqüent la inhumació (enterrament sense cremació) en sarcòfags, sovint amb talla elaborada, per als que s'ho podien permetre. A voltes es posava el retrat en medallons sobre l'estela, a l'estil grec, o petits mausoleus per als rics, que contenien urnes o sarcòfags, a la vora dels camins, on es poguessen veure, per a mantenir viva i perpetuar la memòria del mort. A vegades es representava una parella, evocant l'enyorança d'una reunió en l'altra vida, millor que no una tomba doble.
En èpoques posteriors, es troben escultures d'un estil corrent entre els etruscs, de grandària natural i reclinades, que fan pensar que estan en una àgape o en una reunió social. Les tombes de les grans famílies, com ara la Tomba dels Escipions, eren grans mausoleus amb possibilitat de ser visitats pels descendents, amb cuina i dormitoris. El Castell de Sant'Angelo, construït per Hadrià per a ser el seu mausoleu, poc més tard fou convertit en fortalesa. Comparats amb els etruscs, però, posaven menys èmfasi a proveir una forma de vida per als difunts, tot i que poden trobar-se pintures d'objectes corrents o activitats. Els retrats dels ancestres, normalment en forma de màscares de cera, es guardaven en les llars, en petits armaris de rebost, tot i que les grans famílies patrícies exhibien els avantpassats en l'atri. En els seguicis funeraris dels membres de la família anaven vestits amb abillaments apropiats per a les imatges representades, com descriuen Plini el Vell i Polibi. Plini també descriu el costum de tenir un retrat de bust d'un ancestre pintat sobre un escut circular de bronze (clipeus), i que es penjava en un temple o en un altre lloc públic. No ens n'ha pervingut cap.
En la república tardana hi havia una gran competència entre els romans poderosos per aconseguir la millor situació per a les seues tombes, alineades al llarg de les vies d'accés a l'urbs extramurs, i una varietat de dissenys estranys i exòtics per a cridar l'atenció dels vianants i així guardar la memòria dels seus morts i el prestigi de la seua família. En són exemples la Tomba d'Eurísac, un llibert, la Piràmide de Cesti, i el Mausoleu de Cecília Metel·la, construïts en poques dècades en l'inici de la nostra era.
Els sarcòfags, a Itàlia, es feien per a adossar-los a la paret de la tomba, i es decoraven només per tres costats, al contrari dels estils exempts de Grècia i de l'Imperi d'Orient. El relleu de les escenes de l'art hel·lenístic es feu més abarrotat en els sarcòfags de l'alt Imperi, com ara el Sarcòfag de Portonaccio del segle ii, i n'apareixen variats estils i formes, com el tipus columnat amb un "fons arquitectònic de columnes i nínxols per a les imatges".
El Sarcòfag de Juni Bas, un important convers que va morir el 359, n'és un conegut exemple cristià primerenc. S'exportaven arreu de l'imperi gran quantitat de sarcòfags de fabricants destacats. Els romans ja havien desenvolupat l'expressió de les idees religioses i filosòfiques contingudes en la narrativa de la mitologia grega, tractades al·legòricament; després arribaren aquests costums als cristians, amb sincretisme d'escenes bíbliques.

### la Xina

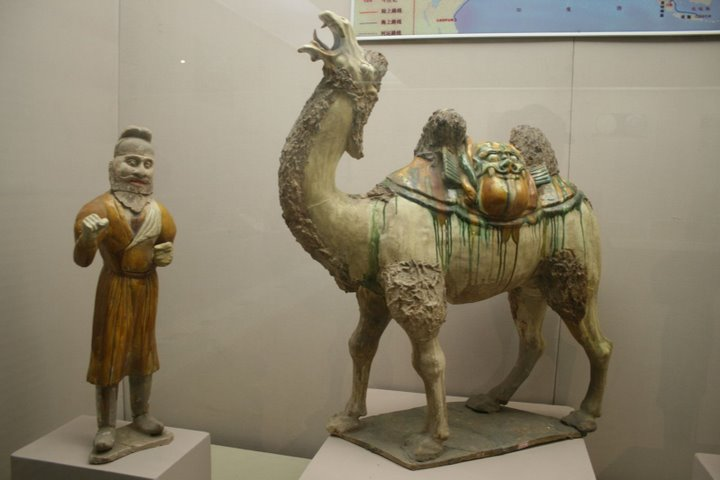
Figura funerària de la dinastia Tang, esmaltat sancai, amb un camell bactrià i el seu conductor estranger

Al llarg de la història de la Xina l'art funerari fou molt variat. Les tombes dels governants primerencs rivalitzaren amb les de l'Antic Egipte en complexitat i valor dels aixovars funeraris, i foren també saquejades al llarg dels segles pels lladres de tombes. Durant molt de temps, les referències als abillaments de jade funeraris foren vists pels estudiosos com mites fantàstics, però se n'excavà una certa quantitat en el segle xx, i ara se sap que foren relativament freqüents entre els antics governants. El coneixement de la cultura xinesa predinàstica es va ampliar amb descobriments espectaculars a Sanxingdui i altres llocs. Es degueren construir molts túmuls grans i més tard, mausoleus. Probablement en la dinastia Shang es feren formes variades especials i grans d'atuells rituals de bronze només per als enterraments; una gran quantitat es va soterrar en les tombes dels mandarins, i altres va quedar en mans de les famílies per a usar-los com a recipients per a les ofrenes en els rituals de veneració dels avantpassats. La Tomba de Fu Hao (cap al 1200 ae) és un dels escassos enterraments reials que s'ha trobat intacte i una altra gran part de l'art funerari aparegué en el mercat d'art sense context arqueològic.
La troballa de l'exèrcit de terracota el 1974 situà la tomba del primer emperador Qin (mort el 210 ae), però el túmul principal, del qual es coneixen referències escrites, no ha sigut pas excavat. Resten tombes imperials de la dinastia Han que mostren tradicions que es mantingueren fins a la fi del govern imperial. La mateixa tomba és un palau enterrat sota un túmul segellat voltat per una tanca, amb edificis situats a certa distància en avingudes per a l'observació dels rituals de veneració i l'acomodament del personal permanent i els visitants dels ritus, així com portades, torres i altres edificis.

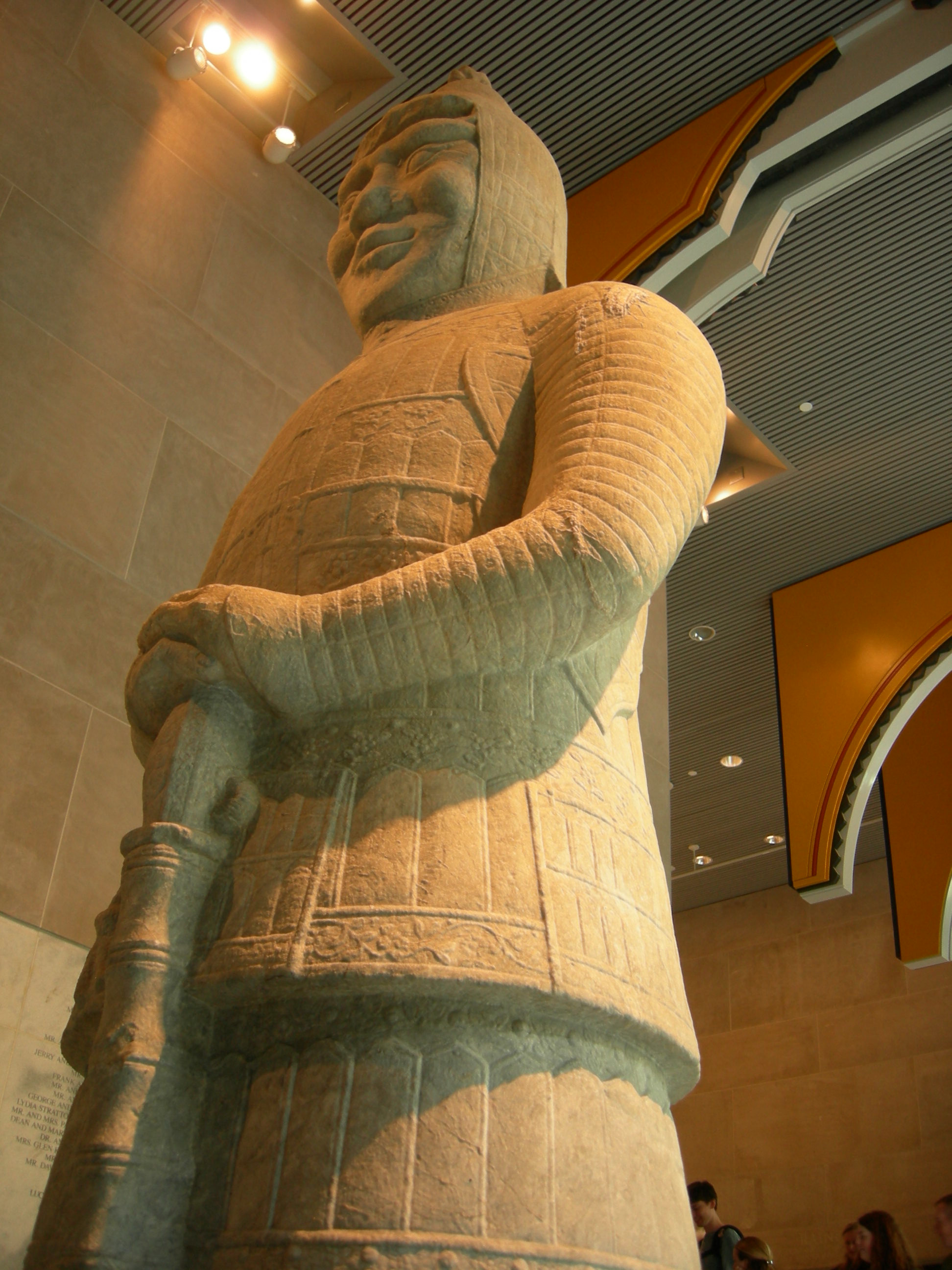
Guàrdia militar, estàtua funerària xinesa. Museu d'Art de Seattle, Washington

Les figures de la dinastia Tang, esmaltades en sancai tricolor o pintades, representen una filera de servidors, mantenidors, animals i fers guardians de la tomba d'entre 12 i 120 cm d'alçada, i estan disposades al voltant de la tomba, sovint en nínxols al llarg del camí inclinat d'accés a la sala subterrània. A les tombes imperials xineses se sol arribar per un camí espiritual, a voltes d'uns quilòmetres de llarg, flanquejat per estàtues de guardians, amb figures humanes i d'animals. Sovint la peça més important del grup és una estela que enalteix les virtuts del mort o morta, sobre una pedra que representa un Bixi amb forma de tortuga. En les tombes Han les figures guardianes són principalment "lleons" i "quimeres"; en períodes posteriors són molt més variades. La Tomba de l'emperadriu vídua Wenming, del segle v, és una tomba saquejada amb belles pintures; i moltes tombes de la dinastia Tang, del segle VII, del grup de mausoleus Qianling, és un exemple primerenc d'un conjunt ben conservat.

### Corea

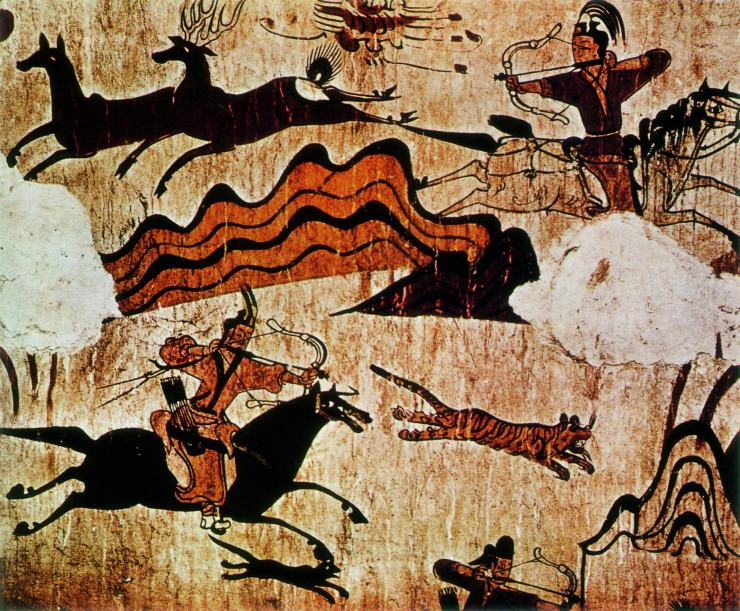
Escena de caça de la paret nord en la cambra principal de la Tomba Muyongchong (Tomba dels ballarins),, Ji'an

Les pintures murals del grup de tombes de Koguryö són un exemple de la pintura coreana del període dels Tres regnes. Tot i que s'han trobat milers d'aquestes tombes, només unes 100 tenen murals. Aquestes tombes se solen anomenar segons el tema dominant en les pintures, entre les quals hi ha la Tomba dels ballarins, la Tomba dels caçadors, la Tomba dels quatre esperits i la dels lluitadors. Un motiu freqüent en són els cossos celestes, que són representació de succeïts de la reialesa i nobles els cossos dels quals s'hi havien soterrat. Els antics incloïen el sol, representat per l'ocell Suzahu, amb tres potes, dins d'una roda, i algunes constel·lacions, en especial les quatre constel·lacions direccionals (guardians del cel): el drac atzur Seiryu de l'est; l'ocell vermell del sud, el tigre blanc Byakko de l'oest, i la tortuga negra Genbu al nord.
Les tombes reials de la dinastia Joseon de Corea, construïdes entre el 1408 i el 1966, reflecteixen una barreja de tradicions xineses i japoneses, amb túmul, sovint envoltat amb una tanca de maçoneria, i a voltes amb estàtues d'animals de pedra sobre el terra, no pas com les figures haniwa japoneses. Sovint hi ha un o més edificis al santuari en forma de T a certa distància de la tomba, situats en terrenys amples, normalment amb un pujol després. A més a més s'hi feien rituals de veneració als ancestres. Des del segle xv, són més senzills, tot i que es mantenen grans escenaris paisatgístics.

### el Japó

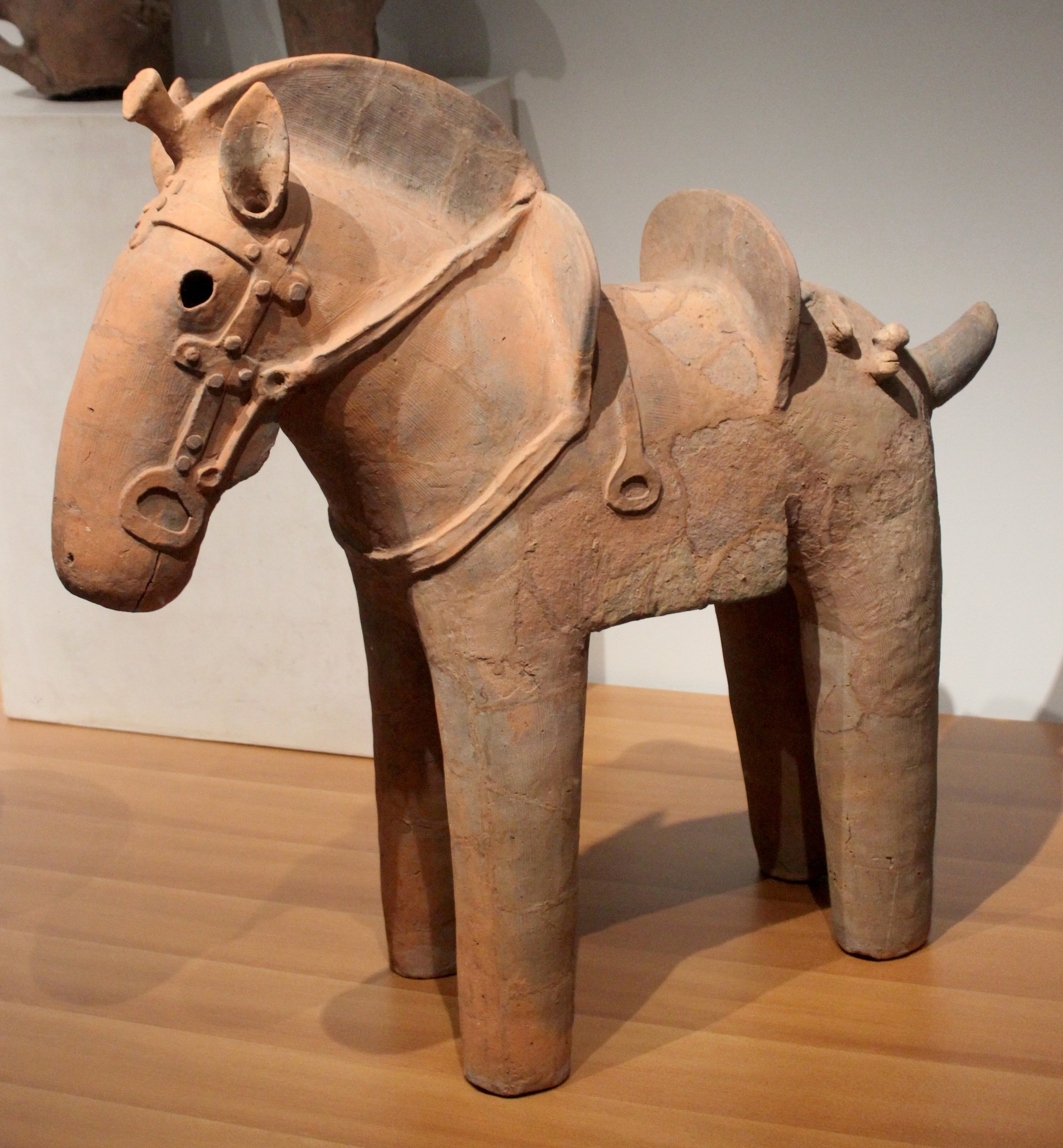
Figura de terracota haniwa japonesa del segle VI; s'enterraven amb el difunt en el període Kofun (segles III a VI)

El període Kofun de la història japonesa va des del segle iii al segle vi; s'han anomenat més tard kofun les sovint enormes tombes imperials en forma de pany, sovint envoltades d'un fossat. Cap no n'ha arribat a ser excavada, per això el seu possible contingut espectacular roman desconegut. Se n'han pogut investigar exemplars més tardans, com ara la Tomba Kitora, i la majoria del seu contingut havia estat saquejat, però la Tomba Takamatsuzuka té pintures murals. En la mateixa època, al cim de les tombes aristocràtiques, com a senyalització dels enterraments, es posaven figures haniwa de terracota de fins a un metre d'alçada, amb unes altres a dins que devien representar les seues possessions, com ara cavalls o cases, per a usar-les en l'altra vida. Tots dos, els monticles kofun i les imatges haniwa, sembla que van desaparéixer quan el budisme s'implantà com a principal religió al Japó. Des llavors ençà, les tombes japoneses destaquen per les elegants i senzilles esteles amb inscripcions. Els funerals són una de les coses en què se segueixen els costums budistes, tot i que també n'hi ha altres tradicions, com les xintoistes. El bodaiji (o temple de Buda) és un tipus de temple especial i molt comú, un recinte per a rituals de veneració als avantpassats, tot i que no sol ser el lloc on són enterrats. Al principi era un costum dels senyors feudals, però el van adoptar altres classes socials al voltant del segle xvi. Cada família solia tenir el seu bodaiji durant generacions, i podia albergar-ne una tomba secundària, si la principal era en un altre indret. Molt més tard, els emperadors d'entre els segles segle xiii i segle xix, eren soterrats al bodaiji imperial: el mausoleu imperial Tsuki no wa no misasagi és al Temple Sennyu-ji de Kyoto.

### Amèrica

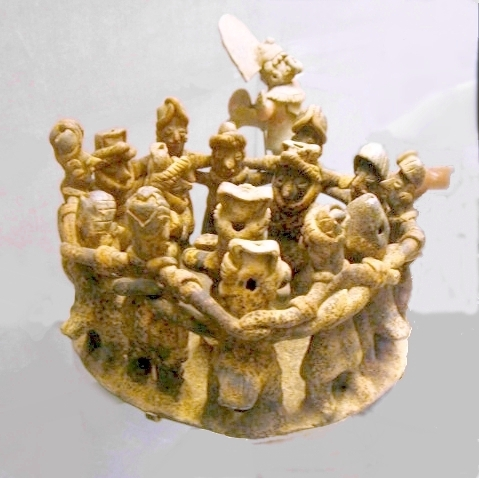
Figures d'una "tomba de pou" de Nayarit, Mèxic, 300 ae a 600

A diferència de moltes cultures occidentals, la de Mesoamèrica és prou pobra en sarcòfags, amb alguna notable excepció com la de K'inich Janaab' Pakal o els ara perduts sarcòfags olmeques de La Venta. La majoria de l'art funerari mesoamericà, però, es compon d'aixovars funeraris i, a Oaxaca, hi ha urnes funeràries amb cendres de morts. Dos coneguts exemples d'enterraments mesoamericans són els de l'Illa de Jaina, un lloc maia a la costa de Campeche, i els associats a la cultura de les tombes de tir de Mèxic occidental. Les tombes dels dirigents maies solen identificar-se a partir del malbaratament dels béns funeraris i, amb la possible excepció d'atuells de pedra en lloc de terrisseria, semblen no contenir objectes fets a propòsit per a l'enterrament.

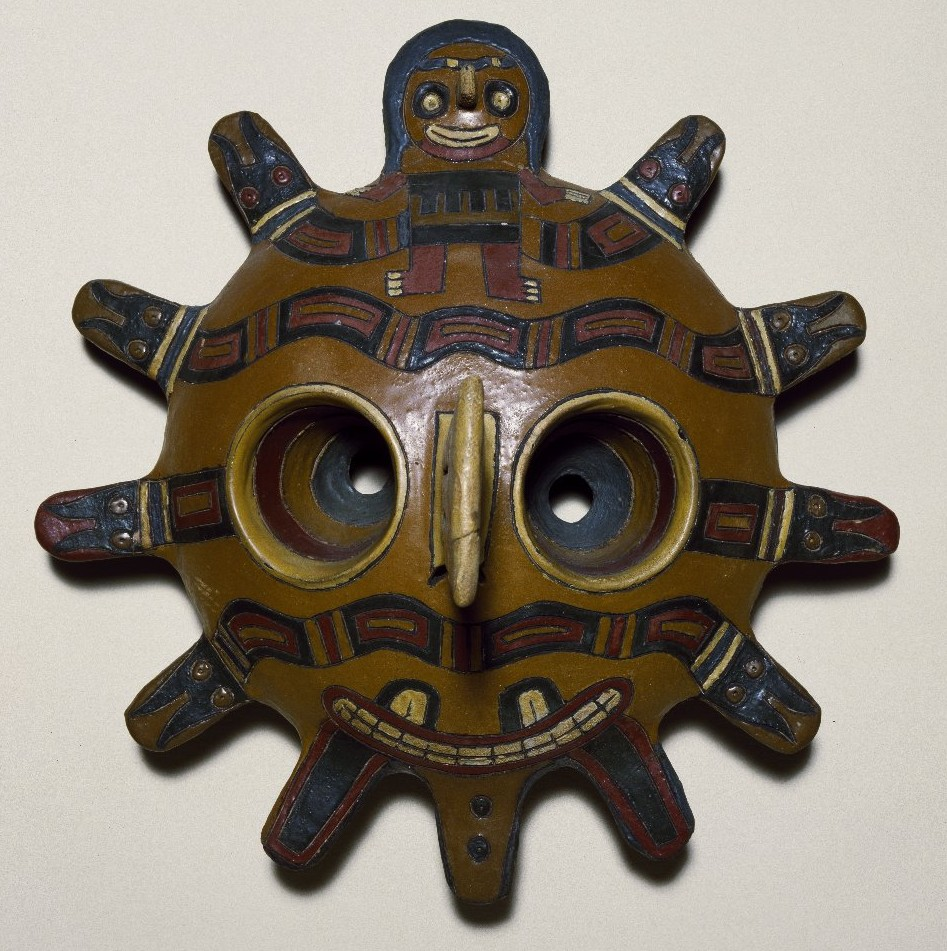
Màscara funerària, c. 300 ae, terrisseria acolorida

Les tombes de l'Illa de Jaina són notables per l'abundància de figuretes d'argila. Les restes humanes en les aproximadament 1.000 tombes excavades a l'illa (d'un total de 20.000) s'acompanyaven amb cristalleria, pissarres o terrissa, així com una o més figuretes, normalment al damunt del pit del mort o a les mans. Es desconeix la funció d'aquestes figuretes: a causa de la disparitat de sexe o d'edat, no semblen ser retrats dels morts, tot i que les figuretes més tardanes se sap que són representacions de deïtats.
L'anomenada cultura de les tombes de tir de Mèxic occidental és coneguda quasi només per les ofrenes, amb figures de terrissa buides, joies d'obsidiana o petxina, i atuells (vegeu-ne this Flickr photo per a una reconstrucció). Són particularment notables els variats quadres de terrissa amb escenes de poblats, com ara amb jugadors d'un joc de pilota mesoamericà. Malgrat que aquests quadres poden representar la vida del poble, s'ha proposat que en comptes d'això (o també) puguen referir-se a l'Inframon.
Són molt coneguts també els gossos de ceràmica de les tombes saquejades, i alguns pensen que són psicopomps (guies de les ànimes), tot i que el gos era sovint la font principal de proteïnes de l'antiga Mesoamèrica.

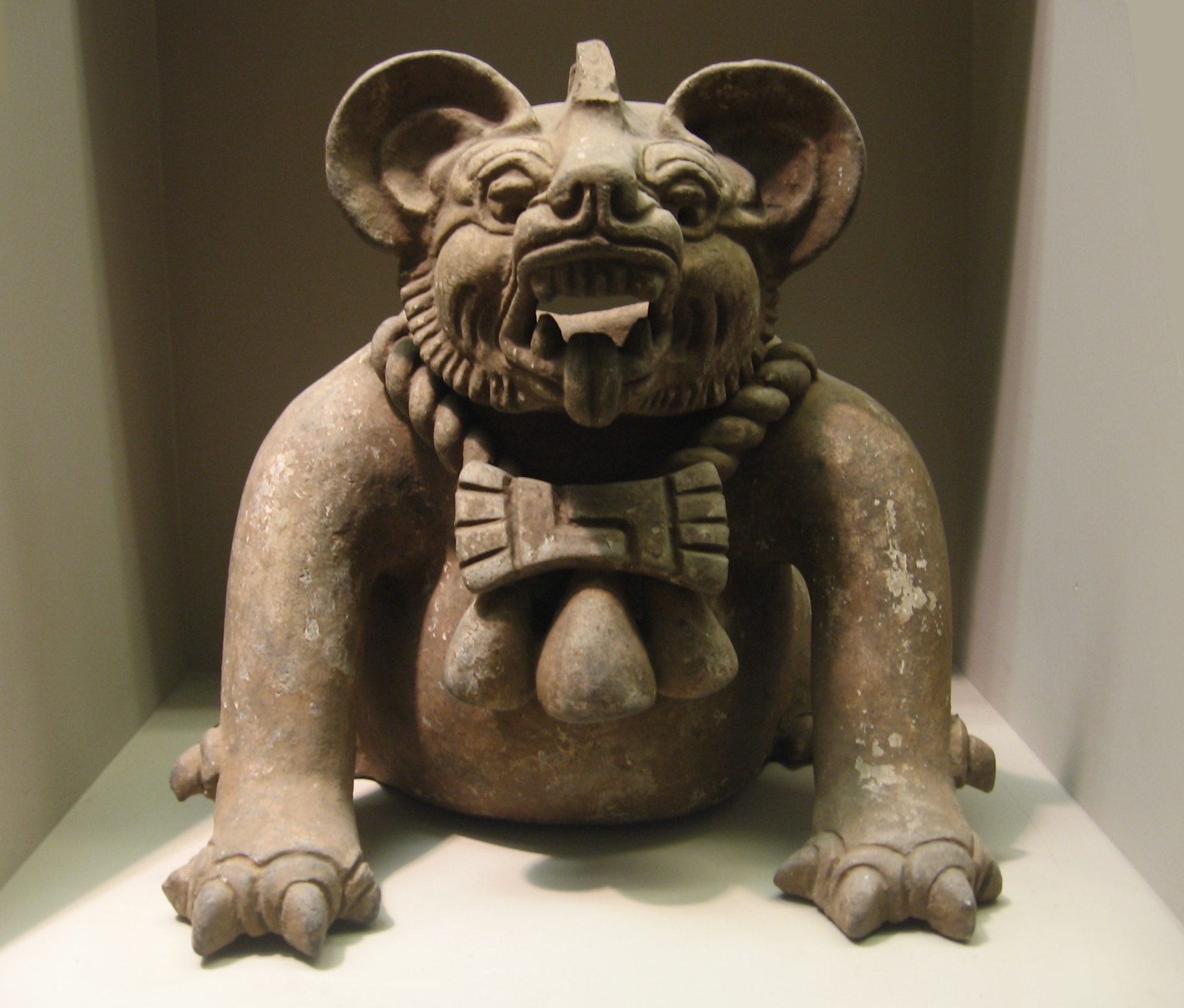
Urna funerària amb forma d'un "déu ratpenat" o un jaguar, d'Oaxaca, d'entre els 300-650 ae. Altura: 23 cm

La cultura zapoteca d'Oaxaca es coneix especialment per les seues urnes funeràries d'argila, com el "déu ratapinyada" que es veu en la figura. Se n'han identificat molts tipus d'urnes. Mentre que algunes representen deïtats o altres éssers sobrenaturals, altres semblen ser retrats. L'historiador de l'art, George Kubler diu d'aquesta tradició artesana:
| «             | Cap altre terrissaire americà ha explorat tan completament les possibilitats de l'argila humida, o ha conservat tan bé les formes després de l'enfornat... usaven la seua natura humida i dúctil per a emmotllar geomètricament i tallar el material, quan estava mig eixugat, en plans llisos amb vores agudes en una inigualable lluïssor i suggeriment de formes. | » |
| — Kubler, 164 | |   |

Les tombes de la cova maia Naj Tunich i altres de semblants contenen pintures, esteles tallades i altres objectes de terrisseria, jade i metall, incloent-hi màscares mortuòries. En àrees de clima sec s'han conservat molts teixits antics en els enterraments de la cultura Paraca de Sud-amèrica, que embolicaven les mòmies amb capes de teixits minuciosament estampats. Les tombes dels dirigents de la cultura Mochica contenen en especial atuells fins, incorporats en grans estructures de tova usades també per a sacrificis humans, com la de Huaca de la Luna. En les cultures andines, com la de Sican, sovint es momificava i es deixaven objectes funeraris de metalls preciosos amb joies, incloent-hi ganivets rituals tumi i màscares funeràries d'or, així com atuells. Els membres de la cultura Mogollon enterraven els difunts amb bols a la part alta dels caps i "mataven" cerimonialment cada bol amb un foradet al centre, i així l'esperit del mort podia pujar a l'altre món.
Els bols funeraris de vímet mostren escenes de caça, jocs, conreus agrícoles, pesca, actes sexuals i parts.
Algun dels monticles nord-americans, com la Tomba Creek Mound (c. 250-150 abans de la nostra era) a Virgínia Occidental, foren llocs d'enterrament, a més de tenir altres usos.

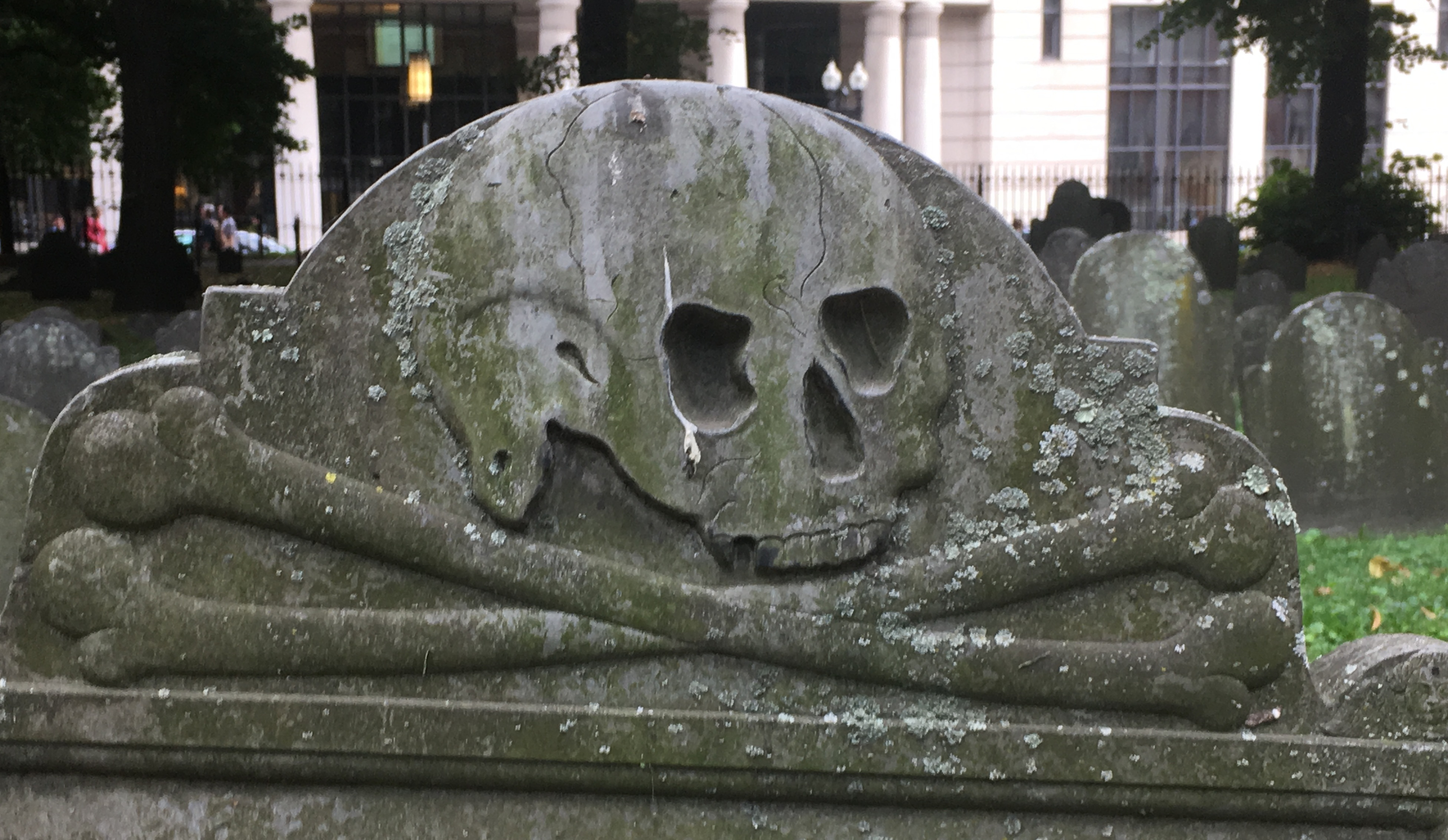
Cap de mort, Boston

Les tombes primitives dels colons europeus a Amèrica sovint eren anònimes, o tenien una simple estela, amb poca cura en el dibuix, demostrant així el seu origen purità. La tradició d'art funerari visible, però, començà a evolucionar cap al 1640, i això deixa conéixer la seua visió sobre la mort. La manca d'art en les esteles més antigues demostra l'austeritat religiosa de la doctrina puritana. Els exemples de la fi del segle xvii mostren sovint una calavera estilitzada a vegades amb ales o ossos encreuats, o una altra imatgeria realista representant la decadència humana en les calaveres, ossos i pols. A final del segle xix es va fer més popular l'estil suavitzat de l'unitarisme o metodisme. Els exemples de mitjan segle xviii sovint mostren els morts portats per ales que aparentment se'n duen l'ànima al cel.

## Societats tradicionals

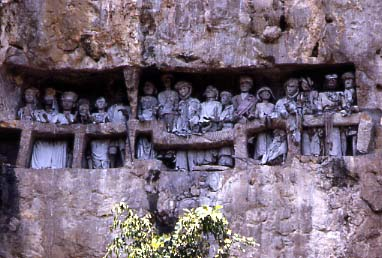
Escultures en pedra de l'enterrament del penya-segat de Toraja. Tau tau (efígies dels morts) mirant el país

Arreu del món hi ha una immensa diversitat d'art funerari en les societats tradicionals, molt amb materials peribles. En les societats tradicionals africanes, les màscares estan sovint relacionades amb la mort, i alguns tipus s'utilitzen principalment o exclusiva en les cerimònies fúnebres. Els ritus fúnebres dels indígenes australians se solen  distingir per pintar-se el cos; els pobles Yolngu i Tiwi crearen pukumani esculpits en pals de ferro, mentre que a Austràlia del sud-est usaven arbres funeraris tallats elaboradament. El poble toraja del Cèlebes central és famós pels seus ritus funeraris, com ara la representació de les efígies dels difunts en penya-segats. Les tombes reials Kabusi dels segles xix i xx d'Uganda, destruïdes en un incendi el 2010, eren un conjunt circular d'edificis de palla semblants als deshabitats pels primerencs Kabaka quan l'habitaven, però amb trets especials.
En algunes cultures l'aixovar funerari es continua soterrant o cremant, com ara diners simulats als pobles de l'est d'Àsia. A Ghana, la majoria del poble Ga fa taüts en forma de carros, vaixells o animals, de fusta.

## Art fúnebre i religió

### Hinduisme
En l'hinduisme, que creu en la reencarnació, és costum la cremació i així, estan lluny d'una tradició de monuments funeraris, com en altres grans religions. Malgrat això hi ha tradicions regionals, i relativament recents, entre la reialesa, i el samādhi mandir és un temple memorial per a un sant. Totes dues coses poden estar influïdes per les pràctiques tradicionals islàmiques. Els mausoleus dels raja d'Orchha, d'ençà del segle xvi, en són dels més coneguts. Altres governants es rememoren amb temples de tipus corrent, que semblen edificis d'altres cultures, com ara l'Angkor Vat de Cambodja, el més espectacular.

### Budisme
La tombes budistes pròpiament dites, són normalment modestes i senzilles, tot i que estan dins dels temples, sovint grans conjunts, construïts per l'estil dominant Zen. Segons la tradició, el que romangué del cos de Buda després de la cremació es dividí en relíquies (cetiya), que tingueren un paper important en el budisme primerenc. La stupa que era un monument per a dipositar relíquies de Buda en monticles semiesfèrics aplanats en el segle iii ae, arriba a realitzar estructures com les de Sanchi a l'Índia o Borobudur a Java.
Les variants regionals, com ara la pagoda de la Xina i el Japó i el candi d'Indonèsia, provenen de les formes de l'Índia. Cap, però, d'aquests monuments, pot dir-se estrictament tomba. Alguns lames tibetans importants estan soterrats en chortens (stupa tibetanes) relativament petits, a voltes de metalls preciosos, fora o dins dels monestirs, sovint després d'una momificació. N'hi ha exemples en el Monestir de Kursha, a Zanskar i en el Monestir de Tashiding a  Sikkim, com en el Palau de Potala de Lhasa, i altres monestirs. La majoria dels chortens, però, no serveixen com a tombes.

### Cristianisme

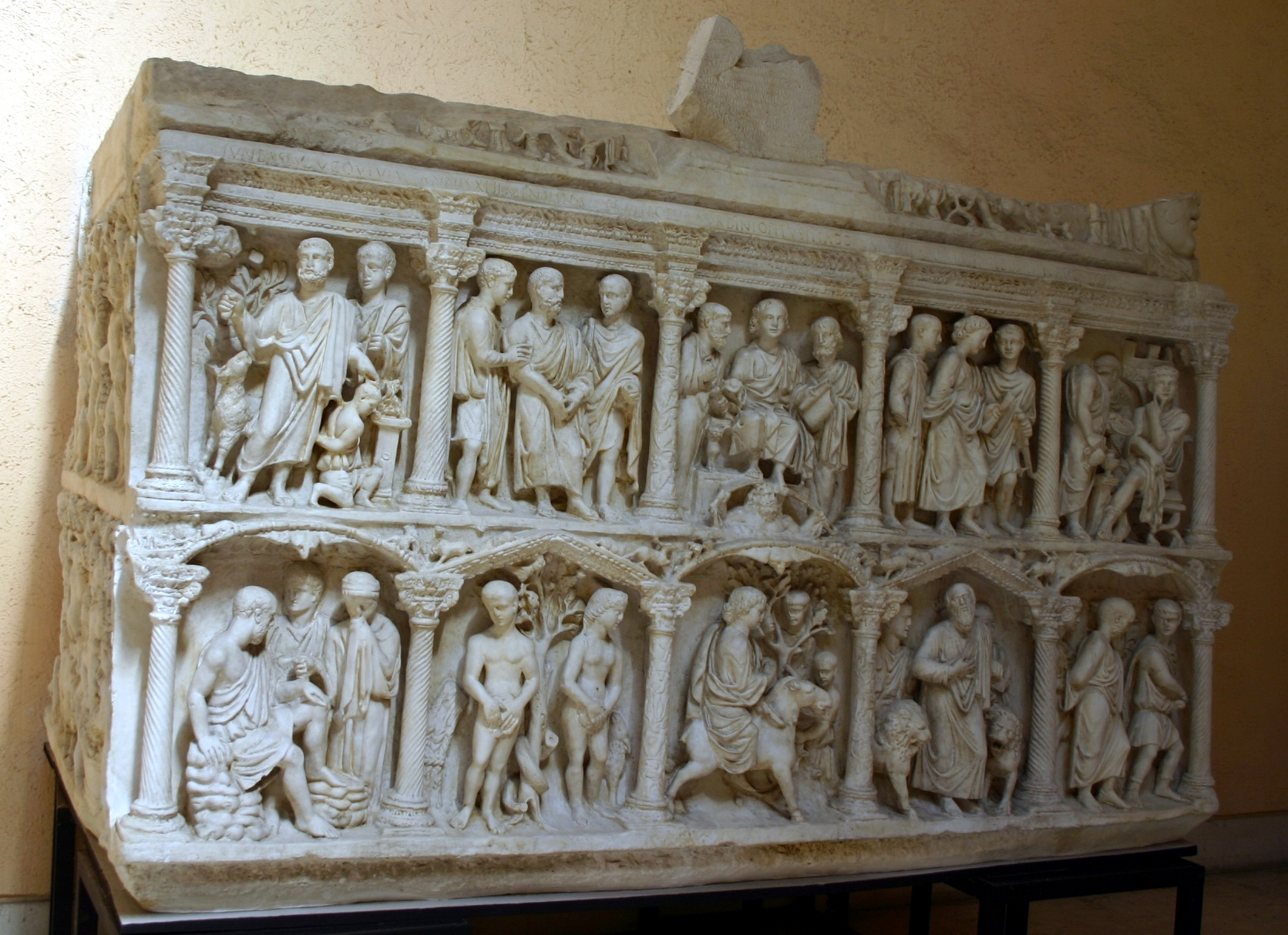
Motle d'escaiola del Sarcòfag de Juni Bas

Les catacumbes de Roma contenen la majoria de l'art del període primerenc del cristianisme, sobretot en forma de frescos i sarcòfags esculpits. Mostren una iconografia cristiana naixent, al principi amb un art decoratiu popular romà, però més endavant s'apropien motius de l'imperialisme oficial i motius pagans. Al principi, evitaven imatges de figures religioses, i els sarcòfags es decoraven amb símbols cristians com el crismó i, més tard, amb escenes narratives religioses. La forma més representativa de l'art funerari cristià fou el costum primerenc, quan s'acabaren les persecucions, de construir esglésies (la més famosa n'és la de Sant Pere de Roma) damunt el lloc de les tombes de màrtirs que s'inhumaren en origen discretament o en una fossa comuna, l'església monument, o la tomba dins de l'església. El record de moltes cultures, incloent-hi el judaisme i hinduisme tant com el paganisme clàssic, consideren el mort ritualment impur i eviten barrejar temples i cementeris. En el món clàssic hi ha l'excepció dels licis d'Anatòlia. També els temples mortuoris egipcis, l'objectiu dels quals era deïficar la persona reial soterrada, però els temples egipcis dels déus més importants no contenen tombes. Un exemple extrem n'és el de l'antic Delos.

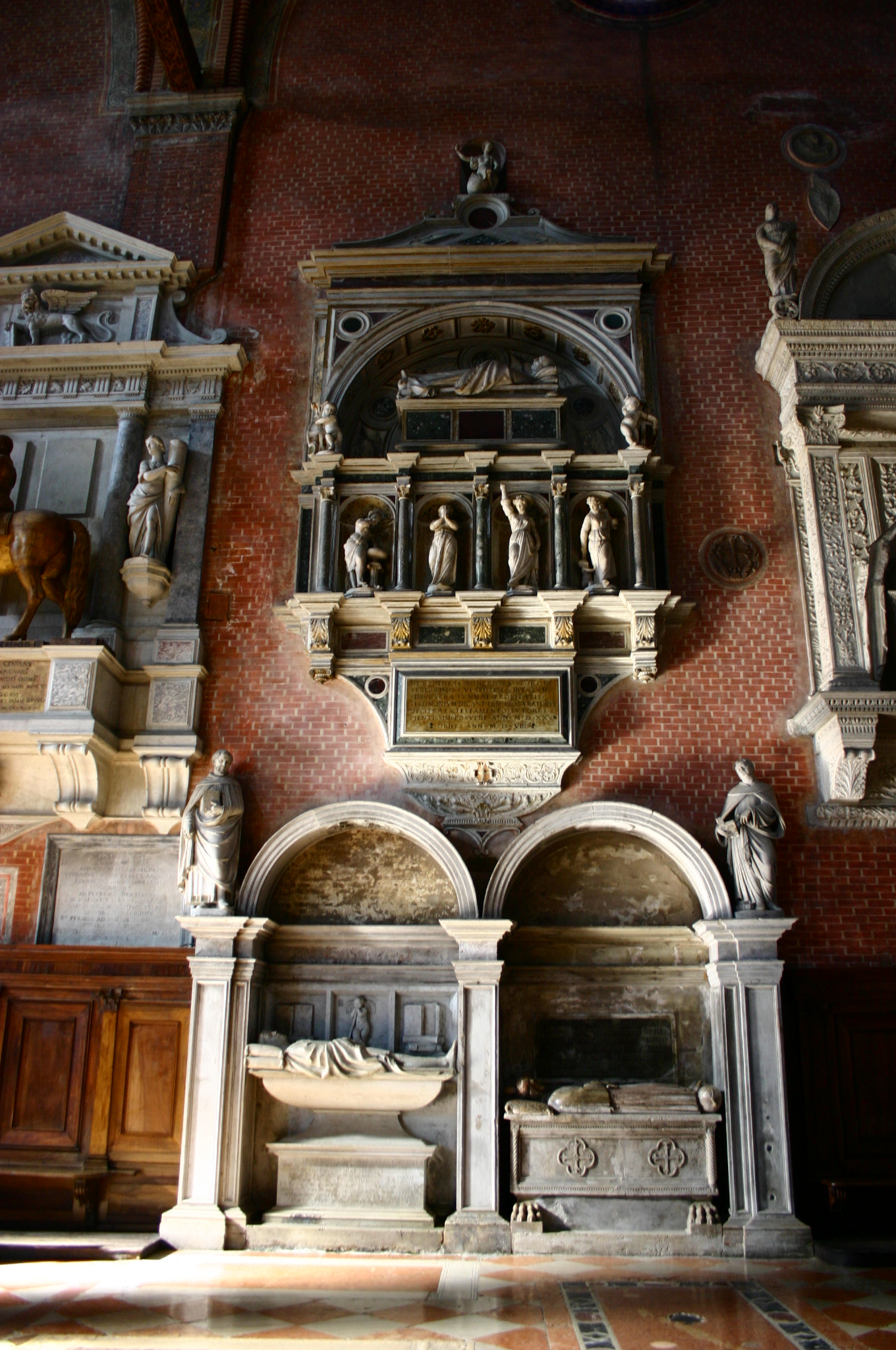
Tombes medievals i renaixentistes en Santos Joan i Pau de Venècia, incloent una estàtua eqüestre a l'esquerra

Els cristians creuen en la resurrecció dels cossos en la segona vinguda de Crist, i fins al 1963 l'Església catòlica s'oposava a la cremació. Tot i que també n'hi hagué osseres comunes, la tradició cristiana sempre va preferir la inhumació, si més no fins cap a la fi del segle xx. L'enterrament es feia en una tomba propera a l'església, amb una làpida o llosa, o per als rics o clergues importants, a dins de l'església. Les tombes murals a les esglésies contenen estrictament el cos a voltes en un sarcòfag mentre que d'altres el cos se soterra en una cripta o davall el terra de l'església amb un monument al mur. Les persones importants, com ara monarques, en un sarcòfag exempt, sovint en un recinte voltat amb tancaments treballats en metall o escultures; les més grans són en santuaris, amb peregrinacions incloses. Per a acabar el monument a Maximilià I, emperador del Sacre Imperi romanogermànic, a Innsbruck, van fer falta dècades, mentre que per a l'Arca de sant Doménec de Bolonya calgueren segles per a acabar-lo.
Si només fos estricta pel prejudici contra les escultures de grandària natural i alçades, l'ortodòxia oriental no hagués desenvolupat els monuments funeraris en el mateix camí que els de l'Església occidental, i els enterraments de persones riques o importants continuaren amb la tradició clàssica de sarcòfags tallats en relleu, amb la riquesa de la talla que disminuïa al llarg dels segles, fins que només en restaren senzills símbols. Constantí I el Gran i la majoria d'emperadors bizantins posteriors al 1028 se soterraren a l'església dels Sants Apòstols de Constantinoble, que fou destruïda després de la caiguda de la capital al 1453. Alguns sarcòfags de pòrfir massís però senzills estan ara exposats al Museu Arqueològic d'Istanbul.
La Tomba de l'antipapa Joan XXIII de Florència és una gran tomba mural del Renaixement primerenc, obra de Donatello i de Michelozzo; tot i que en estil clàssic, reflecteix en certa manera el poc harmoniós amuntegament de diferents elements de les grans tombes gòtiques. Hi ha una efígie jacent de grandària natural, damunt el sarcòfag, que era corrent des del període romànic fins al Barroc i més tard. Les dinasties governants sovint se soterraven conjuntament, en monestirs; la Cartoixa de Champmol es fundà per a això pels Valois, ducs de Borgonya, el 1383. Les tombes Scaliguer de Verona són grans tombes exemptes amb dosser d'estil gòtic. Algunes esglésies importants com Sant Pere de Roma, la Catedral de Saint Paul de Londres, Sant Joan i Sant Pau de Venècia i la Basílica de la Santa Creu de Florència alberguen gran nombre de monuments impressionants. Certes esglésies parroquials sovint també estan plenes de monuments funeraris. Sovint una família prominent afegeix una capella per al seu ús, amb les seues tombes; en països catòlics es fan llegats per a pagar misses per les seues ànimes que es diguen a perpetuïtat. En el Renaixement tardà, seguint les tombes fetes per Michelangelo, les efígies solen estar incorporades i més endavant en peus. Sovint es tornen cap a l'altar, o estan agenollades al seu davant, de perfil.

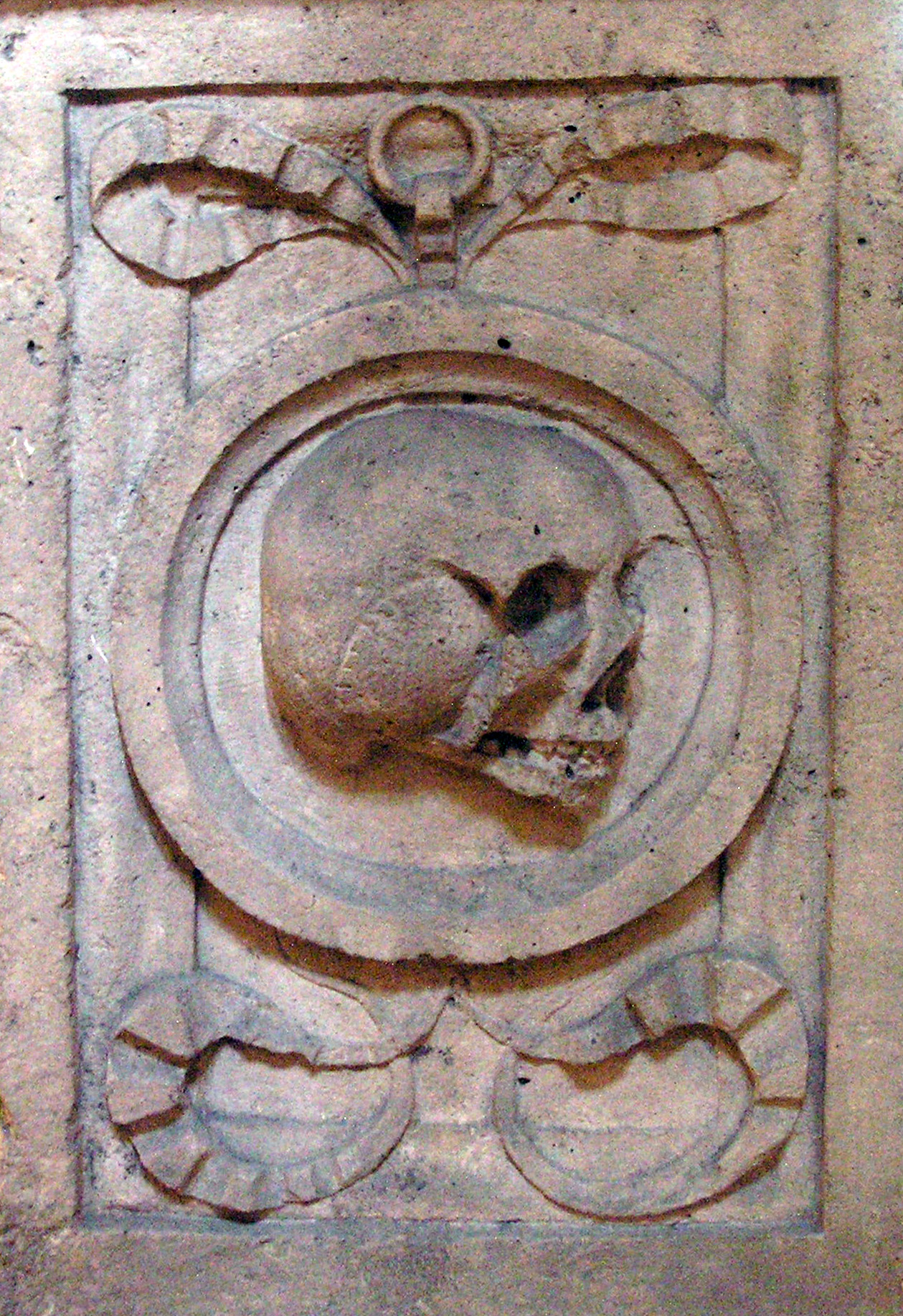
El mirall de la mort: detall d'un monument renaixentista francés del 1547

En l'edat mitjana tardana, influïdes per la pesta negra i escriptors devots, eren freqüents les imatges explícites de la mort com a memento mori, en forma de calaveres i ossades, o també cossos descomposts infestats de cucs en les tombes <i>transi</i>, que eren comunes al nord d'Europa, i es poden trobar motius com la dansa de la mort i obres com l'Ars moriendi (art de morir). Això dugué al període barroc i la seua imatgeria fou popular a la península Itàlica, en obres com ara la tomba d'Urbà VIII de Bernini (1628-1647), en què un esquelet alat escriu el nom del papa en una tauleta sota la seua efígie entronitzada. Com les ciutats estaven cada dia més poblades, a voltes els ossos es recuperaven i s'acumulaven en una ossera en què s'arranjaven amb efectes artístics, com ara a la Cripta dels Caputxins de Roma, la Sedlec Ossuary de Txèquia que té un canelobre fet de calaveres i ossos, o la Capella dels ossos d'Évora (Portugal) les parets de la qual estan folrades d'ossos i calaveres.
L'església lluitava per eliminar el costum pagà de deixar aixovars a les tombes, tret de l'abillament i la joieria dels poderosos, sobretot anells. Els reis podien ser soterrats amb el ceptre, i els bisbes amb el bàcul, símbols propis. L'Evangeli de San Cutbert del segle vii, únic pergamí originari insular enquadernat, fou recuperat de la tomba de sant Cutbert. Damunt la tomba d'un guerrer se'n podien posar l'armadura i l'espasa, com en la del Príncep Negre que encara són a la Catedral de Canterbury. En la primerenca Església cristiana, per a frustració dels historiadors del vestir, s'animava a soterrar amb una senzilla mortalla blanca, tal com havia d'estar el que esperava la Segona Vinguda (parusia). Durant segles, la majoria, tret de la reialesa, seguia aquest costum, que conservava els vestits perquè els usassen els vius, la qual cosa proporcionalment era un estalvi semblant per a pobres i rics. Durant l'edat mitjana va créixer l'ús d'onerosos embolcalls funeraris per a colgar el taüt durant el funeral; al principi eren estampats amb colors brillants i només més tard foren negres. Normalment se cedien després a l'església perquè servissen com a vestidures o decoracions.
Al nord dels Alps, des de començament del segle xiii, les plaques commemoratives foren una forma popular de monument, sobretot per a petits propietaris i classes mercantils. Eren un conjunt de plaques en què apareixia la imatge de la persona o persones soterrades, sovint envoltada d'inscripcions o en un entorn arquitectònic. Podien estar en el terra o en un mur dins l'església. Aquest costum fa palesa l'evolució de les vestimentes, especialment de les dones. Les plaques rememoren molts bisbes i també a governants germànics.

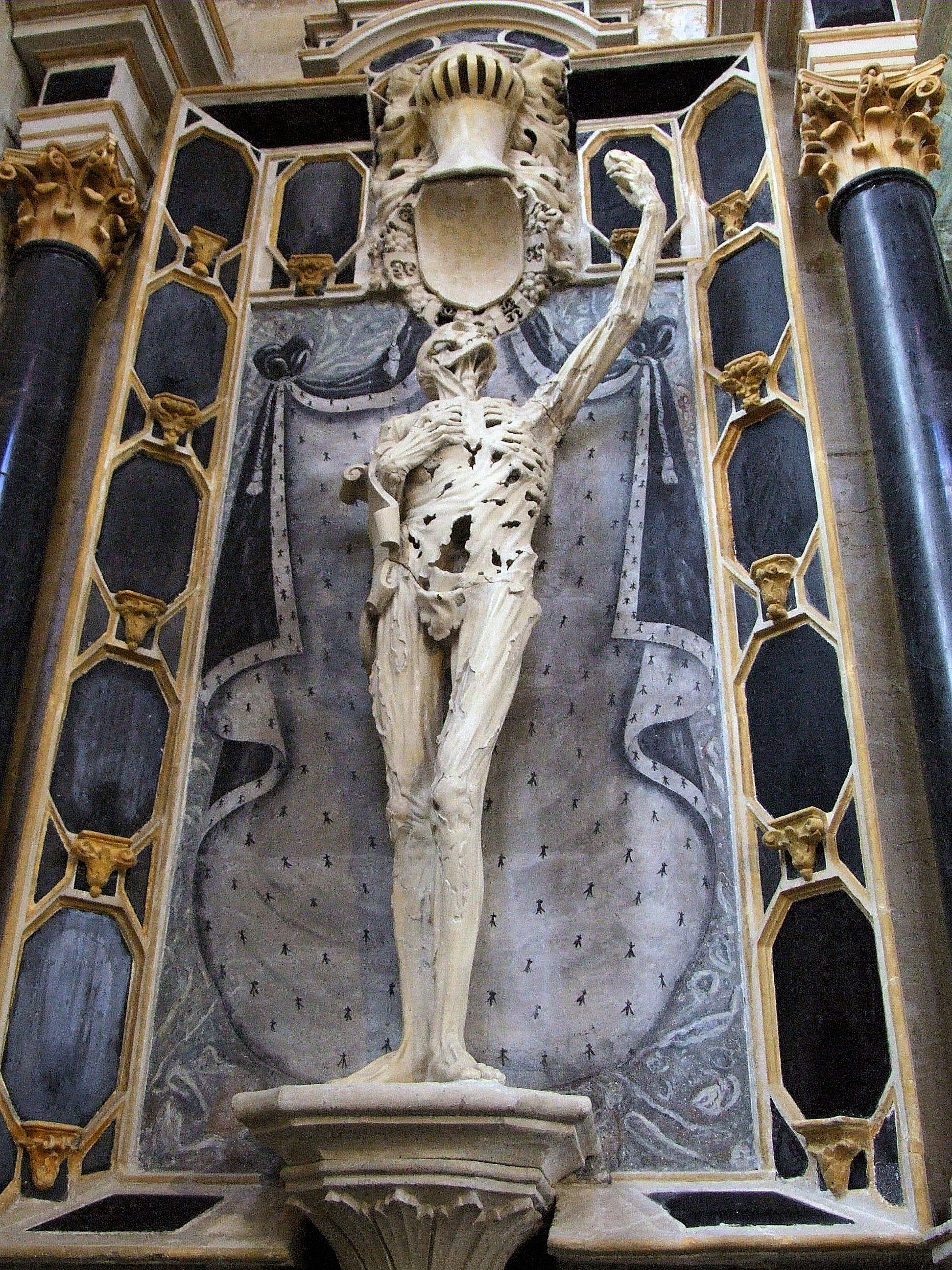
Ligier Richier, Monument funerari de Renat de Chalon, c. 1545–47

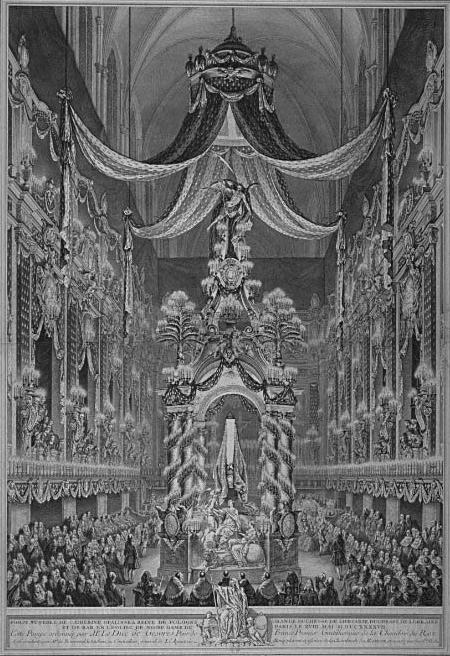
Castrum doloris per la reina Caterina Opalinska de Polònia, erigit en Notre-Dame de París el 1747

El castrum doloris era un cadafal alçat temporalment al voltant d'una tomba en la capella ardent de gent important, usualment en una església: la versió fúnebre de les decoracions importants que es feien per a altres cerimònies cortesanes, com ara les entrades reials. Van començar a fer-se en l'edat mitjana tardana, i n'arribaren a l'auge al segle xviii. A Polònia, una característica particular n'era el retrat fúnebre, una imatge pintada del bust del mort, a la vora del taüt, però se'n retirava abans de l'enterrament i se solia penjar a l'església. D'altra banda, les màscares fúnebres s'utilitzaven de la mateixa manera.
Poc després de la Reforma Protestant, els monuments de l'Església anglicana formen la majoria d'obres d'art de gran grandària de les esglésies protestants, sobretot escultures.
Les classes altes angleses deixaren d'encarregar retaules o altres obres d'art religiós, però les seues tombes monumentals continuaren creixent en grandària per a omplir el buit dels murs. Als països luterans es veieren tendències semblants, tot i que els calvinistes solien desaprovar més les escultures personals. Es van pintar molts retrats després de la mort, i a voltes s'incloïen els membres de la família del difunt.
Les grans tombes barroques van continuar fent-se per a recordar al difunt i contenien imatges de la Mort, el temps, les virtuts, àngels, etc. Les tombes de l'edat mitjana tardana a vegades reintrodueixen imatges de cossos corruptes, com ara calaveres i esquelets, però de manera menys bel·ligerant. El Neoclassicisme, encapçalat per Antonio Canova, reviu les esteles clàssiques, ja com un retrat, ja com a personificació; en aquest estil no hi ha gairebé diferències entre les peticions dels patrocinadors catòlics i protestants.
Per a acabar, a Itàlia l'escultura funerària imita altres tipus durant el segle xix i començament del XX, i l'esculpeixen artistes capdavanters.

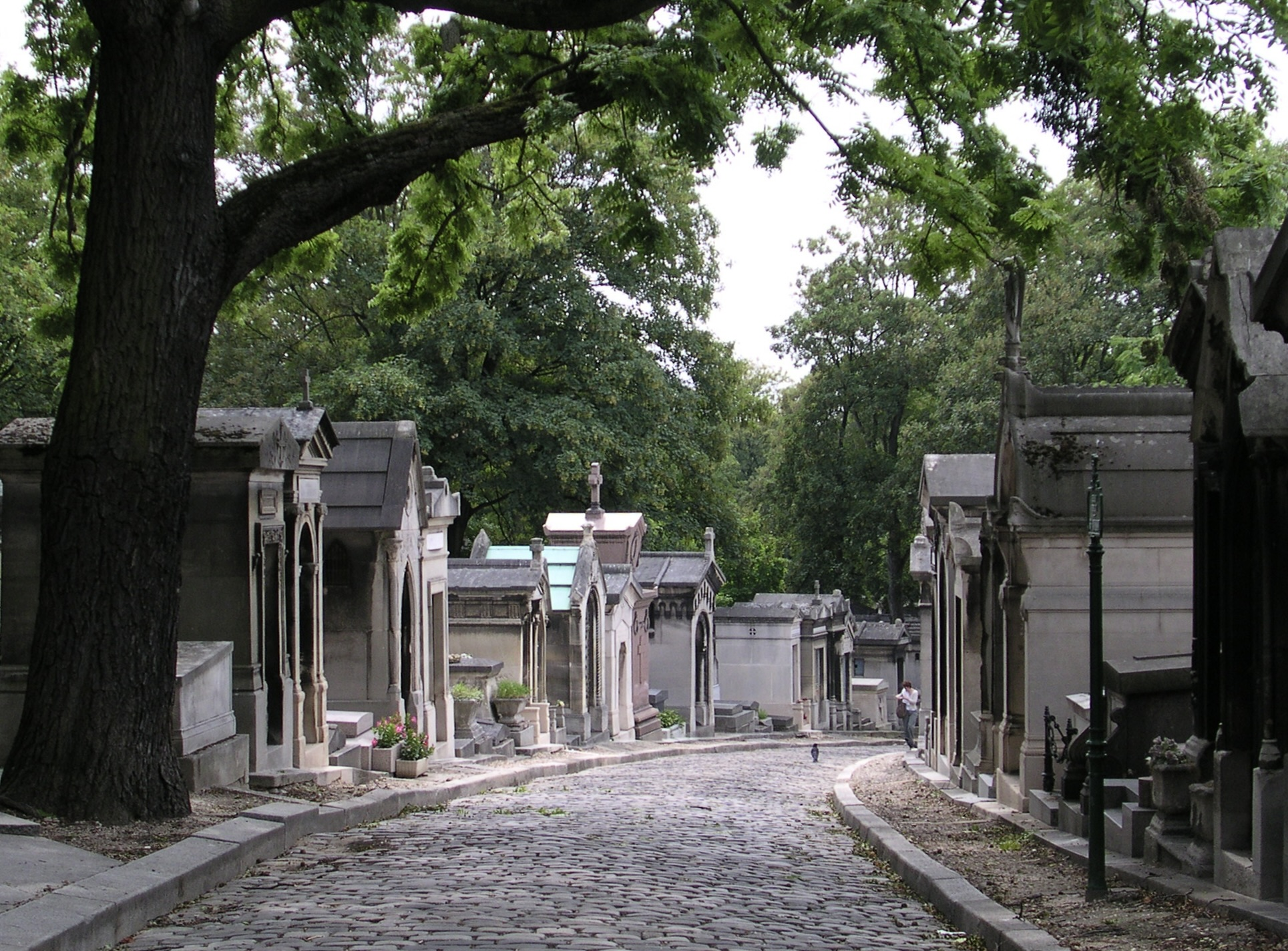
Tombes de famílies burgeses del al Cementeri del Père-Lachaise de París

Els monuments segueixen l'evolució estilística durant el segle xix, i adopten el Simbolisme entusiàsticament, però s'abandona en favor de l'avantguarda després del Modernisme i alguns exemples de l'Art déco.

### Islam
L'art funerari islàmic se centra en l'arquitectura. Els aixovers funeraris es desaconsellen, fins al punt que si en manquen es reconeixen com a enterraments musulmans. La reialesa i els personatges religiosos importants se solen enterrar en sarcòfags de pedra sense decoració, potser amb alguna inscripció. Tanmateix, l'arquitectura funerària sovint ofereix una referència per a "moure's més enllà de les estructures dels ritus formals funeraris dels musulmans" i traspuen les dimensions socials com l'estatus, el sexe, la pietat, l'afecte al mort i la identitat musulmana.
Un cert nombre de tradicions arquitectòniques sorgeixen per a expressar aquests elements socials. La tradició islàmica es desenvolupa lentament; la hadit "condemna els edificis funeraris, i el mateix Mahoma donà exemple de la tomba model amb un enterrament no assenyalat en una de les cambres de sa casa" a Medina. Pensats des d'almenys el segle xii, els edificis del gran conjunt de la Mesquita del Profeta encara assenyalen el lloc. La tomba islàmica més primerenca identificada com a monumental, a Samarra, a l'Iraq, data del 862, i l'encarregà una princesa bizantina el fill de la qual hi fou soterrat.
Al mateix temps, la tradició incorpora la idea d'escenari enjardinat, potser seguint la idea islàmica del Paradís, una relació feta quan la tradició va madurar, tot i que la dificultat de reconstruir arqueològicament els jardins fa que els exemples primerencs d'aquesta idea siguen difícils de seguir. Els jardins que envolten les tombes es van establir en la tradició islàmica en moltes parts del món, i hi ha jardins exuberants que sovint servien per a aquest fi. Hi ha versions del disseny del Chahar bagh persa molt reproduïdes a l'Índia, Pèrsia i altres indrets.
Un altre influx potser prové de la Cúpula de la Roca octogonal de Jerusalem: no és un mausoleu pròpiament dit, però sí "el model islàmic més primerenc d'edifici commemoratiu de planta central", que adapta la forma bizantina del martiri a un edifici aïllat, damunt una plataforma de pedra, però, en comptes d'en un jardí. En la societat persa, hi havia tradició de mausoleus relativament reduïts i sovint en forma de torres amb un cupulí hexagonal o octogonal, usualment amb una sola sala, com ara la Tomba de Malek. Aquestes tombes unicamerals es troben en grans edificis dels imperis timúrida i mongol, com ara la Tomba Gur-e Amir de Tamerlà a Samarcanda i les cèlebres tombes Mughal a l'Índia, que culminaren en el Taj Mahal. Els soterraments Mughal solen estar voltats d'un gran charbagh (chahar-bagh) o jardins Mughal, sovint amb pavellons als xamfrans i amb un pavelló d'entrada. El Taj Mahal està estranyament situat al fons del jardí, d'esquena al riu Yamuna, en comptes d'una posició central. Solen tenir minarets, tot i que normalment no funcionen com a mesquites. La tomba de Jahangir no té cúpules, mentre que la Tomba de Akbar el Gran només té algunes cupulitas decoratives. Altres governants islàmics de l'Índia van construir tombes semblants, com a Gol Gumbaz.
Tota aquesta tradició l'estil arquitectònic contemporani s'adaptà en edificis amb una cambra principal i sense pati. La decoració normal n'és de taulells, i pot incloure parchin kari (pedra dura) de pedres semiprecioses, pintura o talla. No s'hi representen animals, sinó dibuixos geomètrics i inscripcions. El sarcòfag sol estar en una cambra interior, vagament visible a través d'una reixa metàl·lica o de pedra, o pot trobar-se a la cambra principal. Es llegava diners per a pagar les contínues lectures o l'Alcorà (Qur'an) al mausoleu, i s'obrien als visitants. El Mausoleu de l'Aiatol·là Khomeini, encara en construcció en un cementeri de Teheran, i planejat per a ser el centre d'un enorme conjunt, continua aquestes tradicions.
La tradició evoluciona en forma diferent en el món otomà, en què es fan petites türbe (tombes) amb una cambreta, normalment en el conjunt de les mesquites, a vegades construïdes pel difunt. Els sarcòfags (sovint purament simbòlics perquè el cos descansa al terra) pot estar embolicat en un ric sudari, i damunt un vestit reial o un turbant de pedra, que també és tradicional damunt les tombes del poble (normalment en forma estilitzada). Dos dels més famosos se'n troben en la Mesquita de Solimà d'Istanbul. La "Yeşil Türbe" (o Tomba Verda) del 1421 és un exemple rarament gran, de Bursa, i també estrany per tenir un gran enrajolat a l'exterior, que és normalment d'obra de paleta, mentre que dins hi ha enrajolats de colors brillants.
Altres parts del món islàmic segueixen les tècniques i les tradicions autòctones. A Mali, la Tomba reial dels Askia, del segle xv, usa la tècnica local de la tàpia per a aixecar una tomba piramidal de 17 m d'altura situada en el complex d'una mesquita. En l'altre extrem del món islàmic, la reialesa de Java se soterra majoritàriament en cementeris reials com els de Kota GedMe i Imogiri. Els mausoleus dels governants se solen situar com a "capelles" dins d'una mesquita o formar part de conjunts com un hospital, una madrassa o una biblioteca. Hi són normals grans cúpules, acuradament decorades per dins. la mesquita tomba del soldà Qàït-bay (mort el 1496) n'és un exemple conegut, un entre molts del Caire, tot i que la cambra mortuòria és inusualment gran comparada amb les altres.

## Període actual

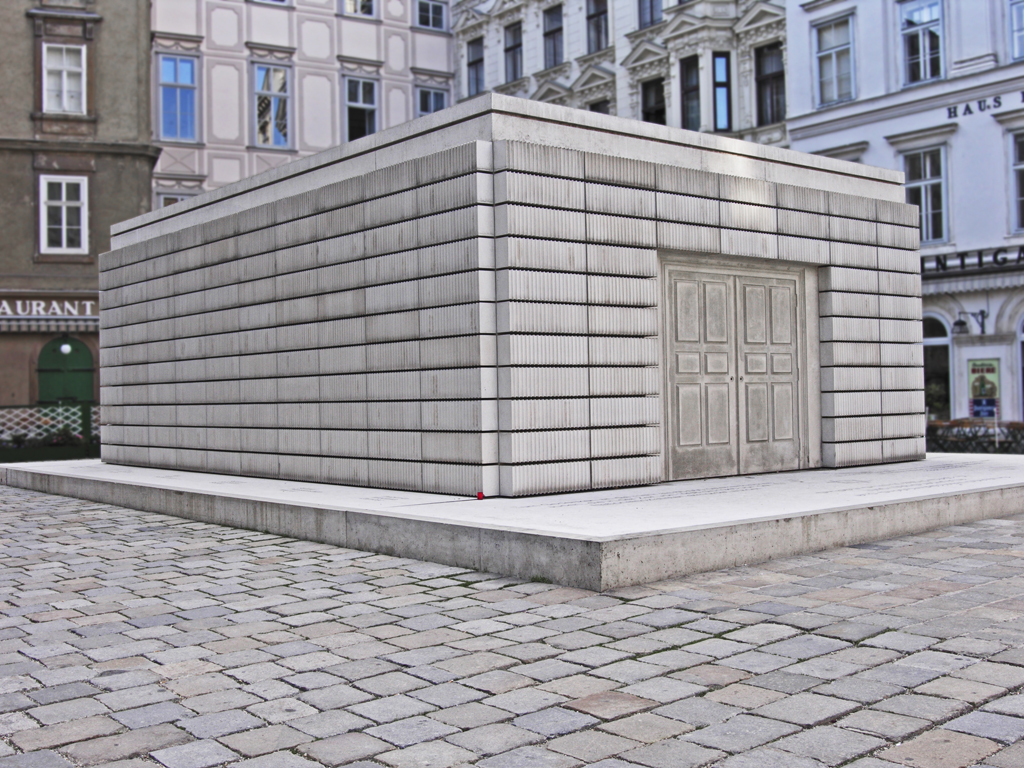
El memorial de l'Holocaust de la plaça Jueva als 65.000 jueus austríacs morts en l'Holocaust, dissenyada per Rachel Whiteread i acabada el 2000

L'art funerari tendeix a ser conservador en l'estil, i molts constructors de tombes de cultures diferents segueixen patrons tradicionals, mentre que altres hi reflecteixen el modernisme o altres estils més recents. Es continuen fent monuments públics com ara memorials col·lectius de morts, sobretot memorials de guerra; i en el món occidental han reemplaçat hui els memorials individuals o familiars com a tipus dominants; els dirigents polítics occidentals ara solen tenir tombes senzilles. Alguns dels memorials són tradicionals, d'altres reflecteixen estils contemporanis, com ara el Vietnam Veterans Memorial, i alguns memorials de l'Holocaust com el Iad va-Xem de Jerusalem, o el Memorial del Velòdrom d'Hivern de París (1994), etc. Hi ha un contrast notable entre els estils de la majoria dels memorials militars de la Segona Guerra Mundial; els memorials primerencs als morts de la Primera Guerra Mundial es llevaren després d'un cert temps per considerar-los inapropiats. Alguns memorials de guerra, sobretot en estats com Alemanya, han tingut una història política turbulenta, per exemple el rededicat moltes vegades Neue Wache de Berlín o el Yasukuni Shrine de Tòquio, sobre el qual va haver-hi una controvèrsia internacional.
Alguns crítics veuen una crisi en l'estil dels memorials públics des del 1945, quan el vell llenguatge figuratiu o simbòlic i l'evocació de valors nacionals semblen ser inadequats, sobretot en relació amb els genocidis, si més no a l'oest del teló d'acer. En el bloc comunista l'estil establert fou el realisme socialista, considerat apropiat per les autoritats. El naixement de l'art abstracte i conceptual, la guerra i els memorials de l'holocaust erigits a l'oest des dels anys 1990 i més endavant, finalment semblen haver trobat solució a aquestes eixides.
Es van construir mausoleus monumentals per a dirigents polítics, com ara el Mausoleu de Lenin i els d'Atatürk, Mazar-e-Qaid, el Palau del Sol de Kumsusan, el Mausoleu del Che Guevara i memorials de presidents dels Estats Units, tot i que les tombes actuals de presidents són molt senzilles, amb biblioteca presidencial i museu. El Mausoleu de l'Aiatol·là Khomeini és un gran conjunt de mesquites, tan gran com qualsevol exemple medieval, tot i que no del tot semblant perquè té un aparcament de 20.000 places.